# 機動警察パトレイバーの登場メカ
機動警察パトレイバーの登場メカ（きどうけいさつパトレイバーのとうじょうメカ）では、アニメ・漫画・ゲーム『機動警察パトレイバー』に登場する架空のメカである、レイバー・車両・航空機などの各機について、詳細に説明する。

## 概要
文中の登場作品名の詳細は、以下の通り。
- 旧OVA版 - 初期OVAシリーズ
- 劇場版1 - 機動警察パトレイバー the Movie
- TV版 - TVシリーズ
- 新OVA版 - 後期OVAシリーズ
- 劇場版2 - 機動警察パトレイバー 2 the Movie
- 劇場版3 - WXIII 機動警察パトレイバー
- 漫画版 - 少年サンデーに連載された「機動警察パトレイバー」
- 小説版 - ドラゴンマガジンに連載された「機動警察パトレイバー」
- ゲーム版 - 機動警察パトレイバー 〜ゲームエディション〜

文中の略称企業名の詳細は、以下の通り。
- SEE - シャフト・エンタープライズ・ヨーロッパ
- SEJ - シャフト・エンタープライズ・ジャパン
- SEUSA - シャフト・エンタープライズ・USA（アメリカ）
- SSS - シャフト・セキュリティ・システム
- HSS - ホリ・セキュリティ・サービス

文中の装甲材質名の詳細は、以下の通り。
- FRP - 繊維強化プラスチック
- FRM - 繊維強化金属
- FRC - 繊維強化セラミックス
- CFRP - 炭素繊維強化プラスチック
- CFRM - 炭素繊維強化金属

機体サイズ
レイバーの機体サイズは、機体それぞれでやや異なるものの、「コックピットの最低限の居住性」「市街地などでの汎用性」「レイバー同士の規格の共通性」「大型トレーラーで搬送できる運用性」……といった様々な理由から、多くのレイバーが8メートル前後になっている。
なお、軍事用レイバーについては、格闘などの戦闘が目的となることから、出力が高く装甲が厚くなることもあり、一回り大きい9メートル前後の機体が多い。

## 警察用レイバー

### 95式（警察用）
警視庁警備部特車二課所属の警察用レイバーである。劇中では「95式」とのみ呼称されるが、民間作業用からの改装レイバーであることから、ここでは便宜上「95式（警察用）」とした。一般的には後継の「96式改」に倣い「95式改」の名称で呼ばれることも多い。原型となったレイバーは1995年のモデルで、愛称は「ゴリラ」。
漫画版における初代パトレイバー。第一小隊で最初に採用された車両であるが、冒頭の時点で既にかなりの旧式であり、ヘラクレス21やクラブマン ハイレッグなどの新鋭レイバーの強力なパワーには対応しきれず、歯が立たない状況が続いていた。ただし、旧式ながら五本指のマニピュレーターを持ち、警棒などのオプションを使用することも一応可能である。両腕には旧OVA版の98式と同デザインのシールドが装備されている。第1巻の早稲田の警察予備校には同じ車両をベースにした教習用のレイバーがある。

### 96式改
警視庁警備部特車二課所属の警察用レイバーである。
漫画版において第一小隊に二番目に配備された車両である。総数は3機。第1巻で甚大な損傷を受けた95式に代り、第2巻より登場。1号機には石和巡査部長、2号機には古賀巡査が搭乗した。95式とは外観にいくつかの細かい差異はあるものの、基本的には同系列機のマイナーチェンジ版らしく、抜本的な進歩があるわけではない模様。腕部に収納式の電撃端子を装備している点が特徴。
旧OVA版、およびテレビ版に登場する「アスカ」とは外観こそ異なるが、ほぼ同様の役割に相当する。
怪物「廃棄物13号」と格闘を繰り広げたり、第6巻にて無傷で帰って来るシーンがあったり、第13話のシバ シゲオの「96式の性能じゃ手に余る事件が増えている」という台詞から、アニメ版の「アスカ」と異なり、長期間に亘り現役として活躍した模様である。第14巻にてAVS-98へ機種変更され退役したが、オーバーホールされた後どこかで使用されることが決定していた模様。

### 96式ASUKA MPL
篠原重工所沢工場製造、警視庁警備部特車二課所属の警察用レイバーである（形式番号：ASUKA96MPL）。
旧OVA版、テレビ版に登場。
原型車両は篠原重工所沢工場製であるが、MPL型への改修は八王子工場が担当した。
篠原重工が10月に発売したASUKA95SSL“大将”を警察用に仕様変更した機体。特車2課が新設された際に「とりあえず」といった形で納入された。
性能は通常のSSL型とほとんど同じで、装甲が強化された代わりに軽快さが失われている。基本的には、前年に発売されたものの、バランサーの不備で僅か6か月で販売停止となったアスカ95と性能面で変わりない。
配備された時点で既に、違法改造された犯罪者のレイバーには太刀打ちできない状態だった。
押井守が『パトレイバー』の主役機の方向性として当初提示した案が基となっている。しかしながら押井の参加時点で既にイングラムのデザインはほぼ固まった状態であり押井が折れるかたちで出渕案のイングラムに譲ることとなったが、押井の描いたラフ画をリファインするかたちで旧型機として本編に登場することとなった。無骨でズングリとしたキャラクター性は、本編でもそのまま生かされている。結果として、脇役としてスタイリッシュな新鋭機のイングラムと対比させることで、レイバーの世界観を広げることに一役買う存在となった。
なお、形式番号のMPLとは「Mobile Police Labor」もしくは「Metropolitan Police Labor」の略である。
- 旧OVA版
特車2課第1小隊に配備されている「初代パトレイバー」。
民間で使用されていたものを中古購入して警察用に手を加えただけの「セコハンレイバー」。他社の強力な新型作業用レイバーに太刀打ちできるような性能ではなかった。
- テレビ版
特車2課第2小隊に配備され、太田功巡査が搭乗した。
第1小隊からの「お下がり」として配備されていたが、第1話で大破。それが最後の出動となり、退役した。カラーリングが旧OVA版と大きく異なる。なお、95SSLは民間ではまだ現役で、工事用レイバーとして何度か登場している。

### パイソン
マナベ重工製造、警視庁警備部特車二課所属の警察用レイバーである（形式番号：MPL-97S）。
テレビ版に登場。
大出力、重装甲で高い評価を得たMPL-97 サーペントを、現場の声を汲み上げて装甲・操縦系を中心に改良された機体。レイバー業界では後発だったマナベ重工だったが、特車2課で使用されることによる宣伝効果を期待し、次期MPLとして廉価で提供された。
専用の大型シールドと頭部フェイスプレートを装備し、グレー系のカラーリングと合わせて機動隊員を思わせる威圧的な外観をしている。
AV-98同様に人間形態で、配置当初は最先端のレイバーであったが、わずか1年遅れで実用化されたイングラムと比較するとさまざまな面で劣っている。特に、イングラムが指先の駆動方式にリニアアクチュエーターを使用し、人間に可能な動きの大部分を行えるとされているのに対し、パイソンの指部はワイヤー制御であり、握る・開くといった大雑把な動作しか行うことが出来ないとされる。
マナベ重工の製品は、設定資料の記述を含めても本機を含むMPL-97シリーズのみである。
劇中では特車2課第1小隊に配備され、1号機には五味丘務巡査部長、2号機には結城巡査が搭乗した。五味丘巡査部長はこの機体で格上のヘラクレス21に勝利した。
テレビ版においては「初の警察専用レイバー」というキャプションは、AV-98ではなくこちらに与えられている。
SRX-70、AVS-98と、度々機種変更が検討されながらも使用され続けていたが、2000年2月、AV-0ピースメーカーの導入をもって退役した。

### イングラム
本作品の主役機とそのバリエーションはここに含まれる。
- AV-98イングラム
  - 98式AVプロトタイプ
  - イングラム・エコノミー
  - イングラム・スタンダード

### 試作パトレイバー
SEJ製造、トヨハタオートが販売（OEM製品である）の警察用試作レイバーである（形式番号：SRX-70）。
テレビ版に登場。
パイソン退役の方針に伴い第一小隊の次期パトレイバーとして、レイバー業界では新参のトヨハタオートから破格の好条件で提案された機体。しかし機体開発からの実質的な黒幕であるSEJの狙いが、本機の警察運用を通して得た実戦データを軍需産業に流用することであると発覚。これに反発した南雲警部補の機転（「太田巡査を専任パイロットにするのなら、配備しても構わない」）により、本機の導入案はとりやめとなる。
その後は民間警備用むけに改修されSR-70（サターン）として市場にリリースされる。（後述）
デモンストレータらしく白地にブルーの目を引く塗装が施された、イングラム同様のスマートなスタイルと、およそ警察用とは言いがたい重武装を持った機体である。オートカノンは首の右サイドに格納され、跳ね上げ式にせり出す。
本機に搭乗した五味丘巡査部長は、パイソンに乗っていた自分とイングラムのパイロットとでは見える世界が違っていたことを知って嫉妬を覚えた、と本機の性能を賞賛している。

### ロードランナー
神奈川県警交通機動隊所属の交通管制用レイバーである。正式名称は「99式装輪レイバー」。
劇場版2に登場。
神奈川県警交通機動隊内に設立されたレイバー隊にて採用されたパトレイバー（現在のところ他での採用は確認されていない）。作業用のマジックハンドと足先に8つのタイヤを持つ。レイバーといっても、その名の通り「装輪」タイプの車両であって、移動手段は歩行でなく車輪による走行である。高速移動モードでは近未来的なパトカー然としたスタイルに変形する。
ドライバーと指揮官の二名が搭乗可能な複座式の胴体は伸縮式の脚部によって支えられており、これを引き伸ばすことによって渋滞時の一般通行車両を跨ぐことで、それらを障害とすることなく速やかに移動することが出来る。
車体後部にエンジンを備えているが、これは発電用の物である。

### ロードモビル
警視庁および神奈川県警などで使用されるレイバーである。
交通事故や各種の道路上におけるアクシデントに対応し、各所に設置されたワイヤー式クレーンやマグネットクレーンを駆使することで、主に擱座したレイバーや一般車両の撤去作業に用いられる。
ロードランナーと同様に足先に8つのタイヤを持つ装輪タイプのレイバーで、移動も「歩行」ではなく一般車道の「通行」をメインとしている。やはり伸縮式の脚部によって周辺の一般車両を跨ぎ、渋滞時にも速やかに移動することが出来る。レイバーというよりは道路作業用車両然とした姿となっている。
劇場版2では2002年の段階でロードランナーと共に神奈川県警交通機動隊に配備されているのが確認できるが、時間軸上でそれより遡る2000年（昭和75年）が舞台の劇場版3にも警視庁に配備のものが登場している。

### バトラックス
ロンドン警視庁で使用されるレイバーである。『月刊ホビージャパン』1992年4月号に登場。
ロンドン警視庁を中心として発足した対レイバー犯罪用の機動警察隊「ビショップ」で運用された英国製パトレイバー。自国で開発、量産化を成功させたレイバーで、50体ほど生産された。もともとイギリスは国内レイバー産業に消極的だったこともあり、「ビショップ」の発足は2000年と他国に対し遅れをとるかたちとなった。
一般的なレイバーと比較してひと回りほど小さく、遠隔操作による無人起動が可能であるのが最大の特徴だが、反面機動性に劣り、やがては日本との技術提携による新型の機体へと機種変更が行われた。
全体的にITC風のデザインでまとめられている。

### AVR-0
篠原重工八王子工場製造の実験用試作レイバーである（形式番号：AVR-0）。
漫画版に登場。
AVRの「R」は、リファレンス（標準型）のRで、HOSの拡張機能である「HOS サテライト・アプリケーブル・ドライバ（HOS-SAD)」と呼ばれるシステムを基軸に開発された「次世代HOS搭載機」の実験機であり、開発には数十億円が投じられたといわれる。
「HOS-SAD」は、衛星からの情報を得て自機および任意の相手の位置を常に把握することが可能になるもので、一度ロックした相手をセンサーの有効範囲内から逃がさないようプログラミングされており、捕捉中の目標へ自動で攻撃や防御などのアクションを起こすことも可能になっている。
漫画版登場の時点で実験中の本機において、「HOS-SAD」は“統合管制システム”と呼ばれる外部管制車に搭載のハードウェア・ソフトウェアによって演算・制御されており、基本的にはこの管制車の随伴が必要になる。“独立制御システム”と呼ばれるレイバーとしての基礎的な制御を行うシステムは本機に搭載しているため、管制車なしでの運用も可能だが、「HOS-SAD」は使用できず基本的な機能に限られ、機能は大幅に低下する上に、切り替えには再起動を必要とされる。
基本的なインターフェイスはイングラムと同一だが、部品の精度は高く、機体性能は同機より上で、ソフトの処理速度も30%以上速くなっている（ただし数値は篠原の社員が語る“当社比”であるため根拠は無い）。また、シートには高級品が使用されており、居住性も向上している。デザインが零式に準じた形になっているが、パトライト類の有無以外に、頭部のデザインも額のセンサーに透明のカバーが付いている、カメラ内部の構造が零式はレーザースキャナーによる単眼方式なのに対し、AVR-0は中央のカメラの左右に小型カメラが上下に並ぶ五眼方式になっているなど細部が異なっている。
- 漫画版
内海に制圧された特車2課棟を奪回するため、極東マネージャーの差し金もあり野明が搭乗する。しかし長年イングラムを愛機とする野明には人工衛星によって目標を自動追尾・姿勢を自動変化させるHOS-SADは相性が悪く、使いこなせなかったが、バドはこれに対し困惑の様相を示していた。結果グリフォンを相手に上手く戦えず、最後に管制車を制圧されたためシステムを切られ停止する。動けないAVR-0のハッチをグリフォンがこじ開け、地面に手を着いた体勢で敗退した。ただし、グリフォンにBシステムの介入があったとはいえ、直撃を一度も受けていない。野明は本機に対し、自分の技量不足を心中にて謝罪している。また、カラーリングは白を基調とするが、全体のシルエットがグリフォンに通ずるものがあり、内海は「にせイングラムかにせグリフォンか」とその旨をうかがわせる発言をしていた。

### 零式（TYPE-ZERO）
篠原重工八王子工場製造、警視庁警備部特車二課に納入が予定されていた純警察用試作レイバーである（形式番号：AV-X0）。劇場版1に登場。
AV計画におけるイングラムの後継機種として、ハード・ソフト共に根本的な見直しを経て開発された。次代OSであるHOS（Hyper Operating System、通称：ホス）の使用を前提として開発されたため、各部動作の大幅な効率化が図られ、格闘戦において楽々とレイバーを破壊できる高い能力を持つ。
他のレイバーを片手で軽々と持ち上げることのできる起重力と負荷性能を持ち、膝でレイバーを粉砕する頑強さも持つ。またこれは同時に、篠原重工のオートバランサーの水準の高さの立証ともなる。劇中では掴みかかったAV-98を片手で軽々抱え上げ、左腕をもぎ取るといった動作を見ると、反応・対応速度も大幅に向上しているのが分かる。搭乗方式も他のレイバーと異なり、コクピットの強度面を考慮し、開閉部を最小限に抑え、シートが下方にスライドするようになっている。また、マニピュレーターにも改良が加えられ、本来繊細に取り扱うべきマニピュレーター自体をあえて武器とするという「抜き手」（貫手、ぬきて）という空手を応用した技を使用可能。これは従来イングラムにおいてリボルバーカノンの射出・格納に主に用いられていたアーム伸縮機能を格闘戦に転用したものである。マニピュレーターの機構自体はほぼ同様の物だが、この零式ではマニピュレーター自体の強度を大幅に増し、さらに指先を先鋭化させることで本格的な格闘武器とした。ノンオプション状態でも強大な攻撃力が備わっており、レイバーを易々と貫通し本機の代名詞的なアクションともなっている。劇中では使用されることは無かったが、設定上はスタンスティックなどの各オプションを自在に扱うことも可能だったようである。また、開閉式の頭部には軍事技術を改良したレーザースキャナーを装備し、各種センサー類も格段の強化が施されている。本機は、運用にあたっての実戦データのフィードバックを期待した篠原重工の思惑もあり、純警察用レイバーとの位置づけながら、明らかなオーバースペックを有し、その開発投資費は98式などの従来のレイバーと比較にならない。
第1小隊に導入が内定しているが、ニューヨーク市警察にはひと足先に1999年5月より3機が納入され試験運用が開始されており、うち2機が稼動していた。シバ・シゲオはその関連で一時的に米国へ派遣されていた。CLAT仕様のイングラム（テレビ版44話でシバ・シゲオの夢に登場）と同様のブルーとホワイトのツートンカラーで塗装されていたと思われる。しかし後述するHOSを原因とする一連の暴走事件を受け、3機とも回収され、日本にて全面改修を受けることとなった。
因みに零式の名称は劇中では「ぜろしき」ではなく「れいしき」読みされているが、設定画やゲームなどではゼロ式という記載が確認できる。
- 劇場版1
完成後、東京湾沖の洋上プラットフォーム「方舟」にて特車2課隊員による最終検査を受けていた。終盤、香貫花が乗り込み「方舟」解体作業中の第2小隊の危機に駆けつけるも、HOSに意図的に含まれたコンピュータウイルスが原因で暴走。太田の2号機を倒し、「方舟」倒壊後の朝の陽光の中で「最後の敵」として野明の駆る1号機と対峙する。倒壊の余波で損壊してなお98式の性能では対応できないほどの圧倒的な格闘能力を見せたが、ワイヤーを用いた野明の奇策によって自機もろとも巻き付けプラットフォームから落下する。零式は瓦礫に張り付き自重と98式の重量を片手で這い上がろうとするも、その隙をついて野明は零式に乗り移り背面に設置されているHOSのソースブロックをショットガンで撃ち込み停止を図るも動きを止めずコンソールを何度も撃ち込み、ようやく停止した。一連の事件の結果制式化されず真価が実際の現場において発揮されることはなかった。劇中では南雲と香貫花が搭乗。因みに野明はゲーム版では本機に搭乗している。漫画版に登場したAVR-0と外見は酷似しているものの、設定上全く別の機体である。
- テレビ版
第39話にて、電話中の実山の前に「AV-XO」の文字が入った段ボール箱と、1/60スケール程度の零式らしい模型がゲスト出演している。
- クラッシュバスター
日本での全面改修を受け、ニューヨーク市警察に3機納入されたAV-X0の制式タイプ。OSをHOSからLOSにバージョンダウンするだけにとどまらず、頭部の開閉型スキャナー機構を廃し、マニピュレーターは格闘戦よりも銃器の取り扱い易さを考慮したものに改められている。ケースレス式の44mmライアットマシンガンを採用している。形式番号は「AV-02」とも表記されるが、2002年式であることを示す「AV-2」ヴァリアントとは別物。零式の1/60プラモデルのパッケージでも「TYPE X-0」と併記して「AV-2」なる記載がある。

### ピースメーカー
篠原重工八王子工場製造、警視庁警備部特車二課所属の純警察用レイバーである（形式番号：AV-0）。
テレビ版、新OVA版に登場。
パラレル関係にある各作品の「AV-X0（劇場版1に登場）」「AVR-0（漫画版に登場）」、そして「AV-X0-2（模型誌展開のバリエーション）」を経て、ついに完成した制式タイプである真の「ゼロ」。AV-98の後継機種。試験運用は1999年9月から行われ、2000年2月より警視庁に配備され、特車2課第1小隊に3機が配備された。
イングラム以上に予算を度外視した機体で、センサー類・格闘性能などどれをとってもイングラムを凌駕するスペックを持つ。一方で、威圧的だった試作機の外観から印象を和らげるためにイングラムのフォルムに近付けるべくリファインが行われている。イングラムと同規格のリボルバーカノン（左脇に収納）やスタンスティック（腕の装甲下に格納）、専用シールドを標準装備している。マニピュレーターは零式同様の「抜き手」が使用できる（当初は設定資料の注意書きに「抜き手は無し」と書かれていたためにテレビ版での使用はなかったが、続編の新OVA版では披露されている）。
「歩く特許」と呼ばれるほどに最新技術を随所に使用し、人間の神経を模した「ニューロン・ネットワーク・システム」を搭載している。五味丘務巡査部長、結城巡査たち第一小隊隊員によってシステムは人間が注意しなくても機体が自動的に周囲の障害物を避けて損害を最低限に抑えるように成長したが、その反面レイバーの行動自体を少なからず制限（目標が一般住宅などを背にすると攻撃的な行動をとれない）することになり、それを敵に利用されると、ニューロン・ネットワーク・システムが稼働中のレイバーは行動さえできなくなる、ある意味「諸刃の剣」でもある。
漫画版のAVR-0のHOS-SADと得られるメリットは似ているが、ニューロン・ネットワーク・システムはピースメーカー本体のみで完結しているシステムであり、より完成に近づいているといえる。
本機およびAVR-0は、一見扱いやすくなっているものの、100%パイロットの操縦下に置かれず、時には制御がままならないレイバーという役割が与えられている。パイロットの血と汗で経験値を蓄積してきたイングラムとの対比構造を描くことで、技術の進歩が必ずしも人間の「努力」と「根性」に勝るものではないというテクノロジーへのアンチテーゼの象徴として物語に登場する。
なお、「ピースメイカー」ではなく「ピースメーカー」が正しい表記である。また、劇中では正式名称「ピースメーカー」が決定した後も「ゼロ」と呼称されるシーンがある。
- 旧OVA
旧OVA自体には登場してないが時間軸的には旧OVAのその後にあたる小説版パトレイバー4巻ブラック・ジャック（前編）において第一小隊へピースメーカーが採用されている。最終的には全小隊がピースメーカーになる予定だったと思われるが、まずは第一小隊、その次が新設される第三小隊だと後藤隊長が語っている。
- テレビ版
パイソンの後継機として特車2課第1小隊に配備される。1号機には五味丘巡査部長、2号機には結城巡査が搭乗した。
あらゆる面でイングラムを上回る、まさに「究極のパトレイバー」として最終回間際に登場。これをもって、イングラムはついに「最新型」の座から降りることになる。
- 新OVA版
警察が使用するパトレイバーとしては優秀なニューロン・ネットワーク・システムだったが、グリフォン戦では前述の「攻撃すると周囲に被害が発生する場合パイロットの操作を受け付けなくなる」欠点が露呈し敗北。「究極のパトレイバー」の導入後、僅か2か月後のことであった。
- AV-X0-2 ゼロ（ピースメーカー試作型）
本機に先駆けてロールアウトしていたといわれる試作レイバー（月刊「ホビージャパン」誌1992年4月号に登場）。零式との中間型とも言える機体である。ボディ部分は零式の意匠に近いが、頭部が制式配備型に近いものに改められているのが特徴である。また、この時点でニューロン・ネットワーク・システムを実装している。特車二課とは別に「警察内部に存在する非公式な特殊部隊」によって運用されたと噂されている。

### ヴァリアント
篠原重工八王子工場製造、警視庁警備部特車二課所属の純警察用レイバーである（形式番号：AV-2）。
劇場版2に登場。
2001年秋の特車2課再編時に配備された新鋭機。第1、第2小隊に3機ずつ計6機が配備された。この機の教習用（廉価版）として「レーア」という姉妹機体が存在する。
コクピットはイングラム・エコノミー方式に近く、クリアキャノピー越しの視界が確保され、内部スペースの広さもイングラムよりは幾分改善が見られる。ただしエコノミー/スタンダードとは異なり、乗降は基本的に背部ハッチから行う。この機構は前面の装甲強度を維持できることから、ブロッケンなど軍用レイバーにも多く採用されている。
胸部に収納式スピーカー、両肩には収納式パトライトを装備。
フェイス部分はイングラムの標準仕様（1号機）に準じた意匠となっているが、バイザー機構は省略されている模様。また、イングラムでは比較的破損率の高かったブレードアンテナが頭部から肩（襟元）に移動しているため、ヘルメット部分は突起物の無いシンプルな外観となっている。
武装はイングラム、ピースメーカーなどと同じものを使用できる。リボルバーカノンの収納位置はピースメーカー同様左胸にある。この他に右腕に専用のナックルガードを取り付けることができる。
劇中での活躍シーンは特に無く、スペック面での詳細も不明。
- 劇場版2
劇中では、陸上自衛隊練馬駐屯地ゲート前での立哨（第二小隊機は故障との口実でキャリアに寝たまま）、その後自衛隊反乱部隊の攻撃ヘリコプター（ヘルハウンド）によって一瞬で大破してしまったため、特に活躍のシーンはない。

### マグナム
PC-9801版ゲームソフト『PATLABOR OPERATION TOKYO BAY』に登場。警視庁警備部特車二課所属の純警察用レイバーである（形式番号：AV-5）。
イングラムやピースメーカーに連なるAV計画の新鋭機。特車二課第三小隊の発足と同時に配備された。現時点でメディア上で発表された最後発のパトレイバーである。
それまでのAVシリーズの丸みを帯びたデザインとは違い、非常に直線的なデザインを特徴とする。ヴァリアントでコックピットへの搭乗方法が背部からに見直されたが、本機は再び前部からの搭乗となった。肩部のパトランプは元来の赤ではなく、赤と青の二色が配されたものに変更された。

## 軍用レイバー

### アトラス
菱井インダストリー製造、陸上自衛隊所属の軍用レイバーである。97式装甲戦闘レイバー（形式番号：AL-97）。
旧OVA版に登場。
陸上自衛隊第一号として採用された国産初の軍用レイバー。戦車および攻撃ヘリコプターとの共同作戦を想定して開発されている。
火器類の装備が豊富で、対地、対空戦ともそこそこの攻撃力だが、性能的には中途半端さが拭えず、特に格闘戦能力は極めて低い。
黎明期の戦闘用レイバーということもあってか、戦車や攻撃ヘリコプターを参考に設計されたため、パイロットとガンナーの2名が搭乗する複座式の涙滴型クリアキャノピー付きコクピットとなっている。そのために前面投影面積も大きくなってしまい、現行の2脚戦闘レイバーでは最大級の機体サイズとなっており、敵からの被発見率・被弾率が高くなってしまっている。また、航空機よりはるかに速度が劣るにもかかわらずコクピットが装甲化されていないため、被弾時の搭乗員の生残性の面でも問題があり、現場での評判はあまりよくない。
単座型に改装した「サムソン」やアビオニクスを強化した「ハンニバル」など、数々の改良・発展型が存在している。
- 旧OVA版
甲斐に率いられ「決起軍」を名乗る自衛隊のクーデター部隊が使用。

### サムソン
菱井インダストリー製造、陸上自衛隊所属の軍用レイバーである。97式改（形式番号：AL-97B）。
漫画版に登場。
AL-97（アトラス）の発展改良型。
銃火器の豊富さはそのままに、外装を強化し、キャノピーによる直接視認型であったコックピットにも装甲を施しモニター式の完全密閉式とした。火器管制を一部コンピューターの管理下に置いているため1人でも操縦が可能である。
改良により被弾率の低下、小型化、機動性の向上に成功している。漫画版で登場した時はすでに旧式化しつつあったが、一部の操縦士の間では「質実剛健さがいい」という評価もあり、問題の多かった「アトラス」から順当に改良発展され、軍用レイバーとしてはそれなりの完成度に達していたようである。コクピットが試験的に単座式に改装された機体も存在する。
- 漫画版
陸上自衛隊の不破環生二尉が搭乗。
グリフォンの初陣の相手として戦うが、グリフォンの敵ではなかった。

### ハンニバル
菱井インダストリー製造、陸上自衛隊所属の軍用レイバーである。97式改レイバー（形式番号：AL-97B改）。
テレビシリーズ、劇場版2、劇場版3に登場。
AL-97B（サムソン）の全面改修型。
装甲形状が著しく変化しており、機体中心線上にあったコクピットが機体左側に移設され、複座式から単座式へと変更された。センサーブロックを含めたアビオニクス・モジュールの追加により情報処理能力も向上している。操縦士のコクピットからの視界は新たに採用された間接視認システムに依存しており、操縦士の首の動きと連動して作動する外部の可動式センサーによって外の景色を操縦士のヘッドギアにあるモニター（HMD）にダイレクトに伝える。
- 劇場版2
1999年、柘植行人二等陸佐率いるPKOレイバー小隊に初配備される。塗装はPKO部隊仕様の白色。
アバンタイトルにて3機が指揮官の柘植が搭乗するラーダー1機と共に反政府軍の待ち伏せ攻撃を受けるが、政治的理由から発砲許可を得ることができなかった。その後、反政府軍による対戦車ミサイル攻撃により1機が被弾して乗員脱出不能の状態となり、さらなるミサイル攻撃に対して全機がスモークディスチャージャーによるミサイル誘導の妨害を行うも、結局一方的に反政府軍の攻撃の嬲りものにされ、全機が撃破される結果に終わった。また、2002年の治安出動では首都警備のためダークグリーン塗装の機体が都内に配置されている。
- 劇場版3
2000年（昭和75年）の段階には国内の自衛隊にも既に配備が進んでいる。劇中では廃棄スタジアム周辺の水門などに配置され、13号と囮の潜水艇を水門を閉めて引き離そうとするが失敗。

### ラーダー
陸上自衛隊所属の軍用レイバーである（形式：98式多足戦闘指揮レイバー）。
劇場版2に登場。
レイバー部隊の指揮系統統轄のために開発された陸上自衛隊の6脚型レイバー。後方からの指揮・統括任務を目的に機動力重視の設計がなされているため、武装は必要最低限のものとなっている。通常歩行のほか、脚部の車輪を使用しての走行も可能である。コクピットは複座式で乗員は操縦者と指揮官兼ガンナーの2人。本編に登場したのは白くペイントされたPKO部隊仕様の機体のみで、東南アジア某国（小説版ではカンボジア）にて派遣中に反政府軍により撃破された。

### 試作空挺レイバー
篠原重工八王子工場製造の軍用試作レイバーである（形式番号：AL-X99）。
旧OVA版に登場。ARL-99B（ヘルダイバー）のプロトタイプで、イングラムのフレームを流用している。
山崎巡査が搭乗しようとした際、コックピットに収まらなかったためモニター類を廃してキャノピー式に改修して運用された。甲斐のいる船に潜水艦から射出（後藤曰く、射出のGに耐えられるのは二課では山崎くらい）されて乗り込み搭載していた兵器を破壊、降伏を勧告した。
デザイン的にもヘルダイバーとは異なり、機体も一回り大きい。

### ヘルダイバー
篠原重工八王子工場製造、陸上自衛隊機械化空挺師団所属の軍用レイバーである（形式番号：ARL-99、ARL-99Bとも表記）。
AL-97 アトラスならびにAL-97B サムソンにかわり、陸上自衛隊機械化空挺師団に配備されたレイバー。正式名称は99式空挺レイバーだが作中では空挺レイバーやヘルダイバーと呼ばれることが多い。なおテレビ版45話で搭乗した操縦マニュアルの表紙には『篠原99式AV』と書かれていた。火器類に関しては先代機種に及ばないものの、機動性・汎用性に富み、格闘戦能力がめざましく改善されている。イングラムの警視庁採用と同時に開発が開始されたため、同機の開発で確立された技術を多数使用している。基本フレームはイングラムと同じだが、降下用などの補助動力追加、着地時の衝撃に耐えるため強化型ショックアブソーバーが使用されるなど、脚部を中心に改良が施されているために一回り大きくなっている。頭部にカメラ保護用のバイザー、脚部には降下速度を軽減するダイブブレーキが装備されている。輸送時には肩部を折りたたむことが可能。コクピットは密閉式だがイングラム同様首下のハッチから搭乗者が直接視認することもできる。武装は99式自動砲をはじめとし、コンバットナイフや対戦車ミサイルランチャーなど、多数のオプションを装備可能。リアクティブアーマージャケットの試作も進んでいた（後述）。
局地制圧などに使用され、航空自衛隊に所属する専用のC-4輸送機に格納、パラシュートおよび胴体前後に減速用ロケットブースターを装着し降下して奇襲をかけることが可能で、野戦時にはカモフラージュ用のステルスネットを使用する。実際の第一空挺団と同じく習志野駐屯地に配備された。
劇場版1とテレビ版では色指定が異なり、オプション装備としてコンバットナイフが追加されたのみで形状的な差異は無い。テレビ版での小隊長（不破）機はバイザー、コクピットなどが本体色と違う色（ダークグレー）で塗り分けされていた。
テレビ版では11話で初登場しナイフによる格闘でTYPE-7ブロッケンを即座に撃破するが、30話ではグリフォンに不破機が小破されている。45話では総合火力演習で空挺降下と射撃を披露。終了後に不破の計らいで野明が試乗し「ゴツゴツした感触はあるものの、思ったより扱いやすく動きが軽い」と操作の感想を述べているなど出番が多い。
劇場版1では富士の演習場に空挺降下し、対戦車ヘリや空挺隊員と連携して暴走したHAL-X10を破壊・捕獲するシーンがオープニングで描かれた。
漫画版ではサムソンとの模擬戦で圧勝を収めるものの、不破2尉や防衛庁の担当技官は「小笠原の黒い奴（グリフォン）」以上の性能を追求するあまり、ヘルダイバーの性能に対する不安を窺わせている。
ハード面ではイングラムの延長上にある事が明確となっているが、ソフト面で本機がイングラム同様のOSだったかは不明である。テレビ版45話では野明は難なく操縦している。また野明が渡された操縦マニュアルはA4程度の薄い冊子であった。劇場版3においては（そこに様々な裏事情が介在していたにせよ）レイバーによる射撃などの動作に関しては自衛隊よりも特車二課にアドバンテージがあるといった判断が下されている。
劇場版2の初期プロットでは、反乱軍鎮圧のために投入された機体がジャミングにより降下中に大混乱を起こすというシーンがあった。同小説版ではその名称と存在のみが語られている。また、劇中終盤でイングラムが装着するリアクティブアーマージャケットは、元々は本機（あるいはそれに連なる後継機種）のために篠原重工で試作が進められていたことが明らかとなっている。
汎用性に優れているため、さまざまなバリエーションが存在する。
- ヘルダイバー 夜間戦闘用
夜間戦闘および狙撃を主目的としたテスト機で、ヘルダイバーに搭載されているLLLTV（暗視度カメラ）でも十分に夜間戦闘には耐えられるのだが、ステルス処理を施したレイバーおよびその他戦闘兵器に対応するために製造された。頭部にノクトビジョンが追加装備され、89式小銃をレイバーサイズに拡大（64式小銃を基にしたとする説もある）したような外見のレイバー用試作ライフルを装備。オプション装備としてポンチョ風のステルスシートを装着しており、1999年10月ごろから実験的に使用されている。

- ヘルダイバー スナイパーカスタム
ヘルダイバー 夜間戦闘用で得られたデータを元に製作中の機体。2000年夏完成予定。形式番号が99式改に変更された。
- ヘルダイバー 砂漠仕様
『月刊ホビージャパン』1992年4月号に登場。ノーマルな機体ではカメラ保護用のバイザーがカバー内部から降りる機能がついているが、この機体はそのカバーごと可動してバイザーの役割を果たすようになっている。胸部左右に増加装甲が施されており、胸部上面にライトガード、後頭部に環境センサーが装備されており、グレネードランチャー付き40mm速射機関砲を使用する。中東某国において目撃された。

### 試作重攻撃レイバー
菱井インダストリー・篠原重工が共同開発した、軍用試作レイバーである（形式番号：HAL-X10）。
対戦車および対レイバー戦を目的に試作された重装レイバー。戦車の火力と装甲に、レイバーの機動性と汎用性を併せ持ち、前面右側に大口径短砲身のガンランチャーを備えた突撃砲型の車体に、クラブマンに似た四脚を備える。イングラムを前後に2機並べたほどのボリュームがある大型機だが、最大推力25tのホバーユニットを機体後部に装備し、高速移動や大ジャンプも可能。脚部に路上走行用の車輪も収納されている。試作機のため、センサーユニットにはTYPE-X0の原型となるレーザースキャナーを搭載し、外部形状はARL-99B（ヘルダイバー）の物が流用されているが、カメラは双眼式。センサーユニット基部が乗員用ハッチになっている。
テレビ版では将来的に無人で稼動することを前提に人工知能を搭載した機体であったが、プログラムの不具合でコントロールを離れ暴走する。無人機であるにもかかわらず、多数の97式や戦闘ヘリを次々撃破する圧倒的戦闘力で追撃を振り切って演習場外へ脱出するが、連戦で弾薬が尽きたところを見計らった第二小隊により、イングラム二機がかりでどうにか抑え込んだところに遊馬がコクピット内へ突入してシステムを停止させた。射撃戦のみならず、ジャンプから前足の一撃で97式を破壊する格闘戦も披露している。劇場版1ではホバー機動時の空気抵抗を見るため風洞実験を行っていた際に搭載していたOS「HOS（Hyper Operating System）」に意図的に仕掛けられていた暴走プログラムが発動してしまい暴走、ヘルハウンドの対戦車ミサイルによってホバーユニットが損傷した後それを切り離してなおも暴走を続けたが、最後はワイヤートラップに引っ掛かって身動きが取れなくなったところを空挺隊員やヘルダイバーによって文字通り蜂の巣にされ機能停止した。経緯は違うものの、テレビ版・劇場版1ともに暴走を起こす典型的な敵役の機体である。テレビ版と劇場版1では機体のカラーリングが違っている（テレビ版ではオリーブドラブ、劇場版1では赤）。漫画版にも同様の機体と思われるものが1カットのみ登場した。2003年10月に量産型1号機が完成。2005年度には陸上自衛隊正式配備予定。
現段階ではあくまで試作機であるためハンニバルやヘルダイバーのようにペットネームはついていないが、形式番号のHAL-X10から「はる・えっくすてん」あるいはX10と呼ばれることが多い。

### ドシュカ
ソビエト連邦レニングラード軍事アカデミー設計、クロンシュタット戦車工廠製造の軍用レイバーである（形式番号：L-99）。
ソビエト地上軍の次期軍用レイバー。背面に燃料タンクを配置するなど、一見してソビエト軍の装甲戦闘車両の意匠をオマージュした姿であり、事実、押井守も河森正治の評として「肢の生えたT-34」と揶揄している。四脚式のボディの上の旋回砲塔のほかに、機体最上部に銃身が伸縮するターレット式の40mm速射機関砲を装備している。火力で従来の主力レイバーを20%上回っており、事実上東側最強のレイバーと言われている。
酒田港に揚陸される際、環境テログループ「海の家」の犬走によって1機奪取され、さらにもう1機が亡命を図ったKGB高級将校イワン・イワノビッチ・イワノフスキーの手によって起動、犬走搭乗機と激しい戦闘を繰り広げて酒田港を炎上させた果てに輸送艦も撃沈してしまう。その後、泉のイングラムと犬走搭乗機が連携して亡命将校搭乗機を海に落として破壊、犬走も直後に泉に拘束される。
電装機器系が露出した際に真空管が見え、イングラムの電磁警棒の電撃を受けて回路が漏電・破損してしまうという本末転倒の事態に陥っている（ただし、それでも稼動は可能であった）。
なお、「ドシュカ」はNATOのコードネームで、本国の制式名ではないが、ここではよく使われる「ドシュカ」を記事名とした。通称のようなものとしては他国軍事関係者からは「イワン」と呼ばれるなどもしている。

### ブロッケン
SEE製造の軍用レイバーである（形式番号：TYPE-7）。
SEEが開発した軍用レイバー。NATO諸国や西ドイツ国防軍が国境警備用に導入している。
曲面で構成された筋肉質を思わせる外観と、銃器を扱えるよう人の手を模しつつ中指から薬指まで一体構造に簡略化した変形三本指のマニピュレータが特徴。頭部装甲下のカメラユニットは球形で三方にレンズが付いた回転切替式。
テレビ版ではNATO諸国が共同開発した機体、漫画版では西ドイツ製の西ドイツ軍用レイバーとして登場する。重武装・重装甲・大出力を実現し、機動力も優れている。OSはシャフト独自の規格のものを搭載するが、イングラム同様に機体が経験を積むことで性能が向上し、より効率的な動作が可能となる。内海曰く、ソフトウェアの面ではイングラムに劣るが、ハードウェアとしては上回る性能を持つとされる。機体の気密性が高く水中でも作動が可能だが、完全に潜行した場合、運動性能は大幅に低下し、自力での再上陸はほとんど不可能となる。機体としての優秀さゆえ数多くの派生種が存在する。デザインしたゆうきまさみによるとグリフォンが『鉄人28号』に登場したブラックオックスであるのに対し、こちらはそれ以前に鉄人と対決したバッカスがイメージされているとのこと。ブロッケン用の火器が作中で使用されることはなかったが、ドイツ軍で実際に使用されている火器を元にデザイン・設定が施されており、漫画版で後藤が読んでいる軍事専門誌に写真が掲載されている。劇場版以外のほぼ全ての媒体に登場しており、漫画版では企画7課の内海によってデータ回収を条件に過激派「地球防衛軍」に提供され、テレビ版でもファントムの後方支援に使われるなど、悪役としてのイメージが強い機体ではあるが、旧OVA版では国際レイバーショーに出展するため赤いデモカラーに塗装されたブロッケンが過激派「地球防衛軍」に奪われるも季節労働者のおっちゃんの手に渡ると言った紆余曲折の末にイングラムと共闘し、主役級の活躍を見せている。また、この際には関節部を折りたたみ縮めることで通常より小型のコンテナに収まる機構を見せている。
- TYPE-7B/1A ブロッケン 量産試作型
ドイツ国境警備隊に配備されたブロッケンの量産試作型。
- TYPE-7B/1B ブロッケン
NATOやドイツ陸軍などで使用されている。この形式以降は20フィートのアーカイブコンテナに対応しており、手足を縮めてコンパクト化することで通常のレイバーキャリアより小型のトラックなどで運用できるギミックを有している。
- TYPE-7B/2B ブロッケン
NATOやドイツ陸軍などで使用されている。グラウベアをベースに設計された。出力が高く、装甲の厚さに似合わない機動性を誇っており、西側最強の軍用レイバーと言われている。機体各所に多数のオプションハンガーを持ち、様々なオプションを取り扱うことが可能で、防水処理も施されており、水中での行動も可能となっている。一般にブロッケンといえばこの形式を指す。
- ブロッケン 夜戦型
ステルス処理が施され隠密行動性が高まっている。存在が未確認とされている。
- ブロッケン 砂漠用
粒子が細かく、精密機械に深刻なダメージを与えかねない砂漠の砂に耐えるようにシーリングが施された輸出仕様機。主に中東に供給された。
- ブロッケンGSG-9（TYPE-7B改良型）
1999年9月に西ドイツの対テロ専門部隊GSG-9内に発足したレイバー隊に20機が配備された、ブロッケンの武装および装甲の強化を図ったタイプ。既存のボディに増加装甲を追加する形で改修が施されており、カメラカバーの形状も旧ドイツ軍のフリッツヘルメットにスリットが入ったような外見のものに変更されている。また、スモークディスチャージャーの追加など、武装も変更されている。
- ブロッケンGSG-9（GSG-9専用カスタムモデル）
『月刊ホビージャパン』1992年4月号に登場。2000年2月に18機が導入された、GSG-9専用カスタム機として再設計されたタイプ。形式番号は同じだが上記のタイプとは異なったもので、増加装甲を施すのではなく、本体の装甲自体をより強固なものに変更されている。それに伴い背部の排熱ダクトも4基に増加されるなど出力も強化され、カメラカバーもスリット状のものからゴーグル状のものへと変更されている。便宜上こちらのタイプをG型と呼ぶ場合もある。これは東西統一後のドイツ政権下で新規開発されたものであることを示している。

### ウーフー
SEE製造の軍用レイバーである（形式番号：TYPE-N8）。
ブロッケンの改良発展型といえる軍用レイバー。夜間戦闘能力が特化されており、ブロッケンに搭載され、効果が実証済みの高解度暗視カメラである「LLLTV2」をバージョンアップさせたものが搭載されている。
ブロッケンでは200時間以上訓練された乗員でなければ機体の能力を100%発揮することは不可能だったため、乗員の不足に悩まされていた。が、HNCS(Hyper nerve control system)を採用することによってオートバランサーおよびモーターの能力を120%引き出し、熟練した乗員でなくともブロッケン並のパワーと機動性を発揮することが可能となった。
従来の駆動系をすべて一新し、SCLM（超伝導リニアモーター）の出力も125%まで向上されている。腕部のマニピュレーターは作業機並みの高い耐久性と、人間並みの細かい動きを両立しており、対レイバー戦闘には十分すぎるほどの能力を有する。装甲にはブロッケンにも採用された強化スチール複合装甲に加え、胸部を中心にリアクティブアーマーを装着。これには外観では判断できないほど薄い材質が使用されており、従来のものに比べて吸収性が40%向上している。操作性および居住性の向上も計られ、コクピットのサイズはブロッケンの約1.2 倍となった。耐水性も良好で、専用火器も豊富である。
NATOの要請により、2000年9月1日より初回30機の納品が予定されている。

### グリフォン
SEJ土浦研究所製造の実験戦闘用試作レイバーである（形式番号：TYPE-J9）。
通称「黒いレイバー」。既存のレイバーを上回る卓越した運動性能・パワーを持つ、SEJの企画7課が現在技術的に考えうる最高の性能を実現すべく莫大な研究開発費を注ぎ込んで土浦研究所で秘密裏に開発・製造したレイバー。ゆうきまさみによると『鉄人28号』に登場したブラックオックスが元ネタだとのこと。元ネタを同じくする『機動武闘伝Gガンダム』のマスターガンダム同様、「漆黒の機体」「2本の角」というコンセプトが共通している。鉄人ではブラックオックス開発のためバッカスの戦闘データが使われているが、本作品ではブロッケンがバッカス役を担っており、開発経緯も原典に即したものとなっている。
軍用レイバーと比較しても遜色ない能力を持ち、劇中で何度も対峙し特車2課（主に第2小隊）をしばしば窮地に追い込んだ。劇中では使用することが無かったが、オートマチック式拳銃の装備も存在する。さらに背部にオプションであるフライトユニットおよびアクアユニットを装備することで短距離飛行能力、および広範囲の水中潜行能力を持つことが出来る。また、飛行時に使用するブースターはフライトおよびアクアユニットとは別部品として本体に組み込まれており、新OVA版ではイングラムとの対戦で突撃時の加速用に使用している。緊急時にはイジェクションシートにより搭乗者の脱出も可能である。また、緊急時には腕を爆発ボルトで切り離す機能も搭載されている。
当初から販売を目的として開発されていないため、コストパフォーマンスを度外視し、規格外に高価で高性能な部品を多く使用している。そのためこのような高性能な機体が出来上がった。通常時のメンテナンスはともかく、機体の組み上げや本格的な調整時には冷凍庫並みに冷やしたスペースで作業する必要があるなど、運用・維持に加えて作業コストも高い。
「社が傾く」とまで言われた投資はグリフォンのみに着眼されがちだが、実際は企画から製造、運搬までの全ての捏造・隠蔽工作まで含めてのことであり、機体自体の投資に限ったものではない。
かつて城南工大古柳研究室が開発した、現行のレイバーシステムとは互換性の無い幻のフォーマットである「ASURA」（アシュラ）と呼ばれる超高効率OSを搭載し、あたかも生物であるような滑らかな動作が可能。イングラムと同様に機体が経験を得ることで性能が向上する他、搭乗者による操縦の癖が機体動作に反映される特性を持つ。FCSの搭載は作中では未詳であり、AVS-98より奪ったリボルバーカノンを使用し至近距離で命中させるも遠距離では外している。黒崎の弁によれば、照準の修正機能を有しているらしく、再度射撃を行えば命中させることが可能だったとされる。後にオプションとして、イングラムのリボルバーカノンに相当するオートマチックの拳銃が新たに用意されており、実戦に耐えうるFCSの搭載、あるいは機能強化がなされていると考えられる。
「ASURA」はOSと称されているが、その規模はハードウェアの一部を含むシステムとなっており、機体の残骸を元に起こされた設計図面では、搭乗者の収まる胸郭部内のスペースが小さいと推測されている。警察に回収された機体の検分でも、搭乗員は女か子供（男の体格では厳しい）と推測されている。「ASURA」は、専用のコントロール・ヘルメットを介して操縦者の網膜認証を行い、間脳電流をピックアップすることでモードセレクターなどの制御に反映させている。操縦者であるバドは搭乗後に副腎への影響などの検査を受けており、操縦者へ身体的負担を生じる可能性があるようである（劇中では問題は発生しなかった模様。）。
一方で、「ASURA」はハードウェアの耐久性を無視したオーバーワークが開発当初から問題とされており、「Bシステム」と呼ばれるリミッターが無ければ未完成の状態であるとされている。このため、通常時は設定された限界値の範囲でしか性能を発揮することが出来ない。Bシステムを解除すれば機体性能が大幅に向上するが、長時間行動するとそれに比例したダメージが機体に蓄積される。
当初は、「Bシステム」はASURAと一体になっており、リミッター解除することは基本的には出来ない仕様であった。しかし、食い下がるイングラムに対抗するため、改修を機にしてASURAから「Bシステム」を切り離して、パイロットが独自にリミッター解除できる仕様に変更がなされた。
予備を含めた複数体分のパーツが完成している模様で、イングラムと交戦し結果的に東京湾に沈んだ最初の機体から「ASURA」（および蓄積された交戦データ）を回収するための捜索に「グリフォン2」なる同型機が使用されている。この機体の初陣では「ASURA」が搭載されず、操縦席のコンソール類も仮の物がとりつけられてノーマルモードと称され、黒崎が搭乗した。
グリフォン専属の技術スタッフ“伊豆内”と“河野森”（漫画版では“磯口”と“森川”）の2名は、それぞれメカデザイナーの出渕裕と河森正治がモデルになっている。
- 漫画版
1番機は晴海で行われたレイバーショーの会場にトレーラーに運ばれて登場。太田のイングラム2号機と遊馬が乗り込んだエコノミーを圧倒的な力で叩き潰す。その後、泉の1号機とは戦闘せずに空中に飛び去り、その場にいた人々を驚愕させた。城門の戦いでは当初は1号機を翻弄するも、太田の援護射撃でメインカメラを破壊され、さらにSSSの妨害工作で機体に大きなダメージを負って1号機と壮絶な格闘戦を展開。第1小隊の96式が乱入してきたところで、組み付かれていた腕を切り離して空中に逃亡を図るも、既に満足に飛行可能な状態ではなく海上に墜落する。2番機は「ASURA」の回収を行うために黒崎が使用。途中、第2小隊に遭遇するも戦闘せずに逃亡する。「ASURA」を回収後は再びバドが乗り込んで第1小隊のAVS-98などと交戦、同2号機を圧倒し1号機も行動不能に追い込む。バドが一時逃亡した後、シャフト上層部を欺くために爆破された。そして最後の3番機は特車2課襲撃の時に登場。泉のAVR-0を圧倒した後に1号機と交戦。だが、泉は事前に対グリフォンを想定しシミュレーションを重ねており、防御に徹した戦術を駆使することで、グリフォンの捕縛に成功する。Bシステムによるリミッターを解除して逆襲を図るがなおイングラムを捕らえられず、冷静さを欠いた強引な攻撃でイングラムの前面装甲を破壊、頭部をもぎ取るが、一瞬の隙を突かれて投げを打たれ機体中枢に致命的損傷を負う。なおも抵抗するが機体は徐々に自壊していき、最後は腰部にスタンスティックの一撃を受けて敗北する。その様子を後藤は「泉の圧勝」と評し、VTRを検証したレイバー工学の権威は「素晴らしい戦い方」「（イングラムがグリフォンに勝つには）あの方法しかなかっただろう」と称賛した。

- アニメ版
テレビ版の展開は城門の戦いまで概ね漫画版と同じである。ただし、テレビ版では廃棄物13号が登場しないので「ASURA」の回収時に第2小隊と遭遇することは無かった。後期OVA版では、公団団地で第1小隊のピースメーカーと交戦。ニューロン・ネットワーク・システムの弱点を突いて全て大破させる。第2小隊との戦闘では1号機と2号機に加えて香貫花の3号機までが登場し、ECMでセンサーを潰された後、1号機に取り押さえられてコクピットハッチからバドを引きずり出されて敗北。最後はその場で自爆した。

### ファントム
SEJ製（形式番号：TYPE-R13X）。
TYPE-J9（グリフォン）以前に、同じく企画7課によって作られたレイバー。遠隔操作によって操作される無人機で、電子戦の情報収集のために開発・運用された。レイバーとして初めてレーザー兵器を搭載しているほか、ドクロを思わせる頭部には広範囲に対するジャミング発生装置、胸部に目くらまし用の閃光発生機、本来のコクピットの位置には、付近のレイバーを操縦不能に陥れるほどの強力な大型ECM装置が搭載されている。
東京テレポートを制圧し、第二小隊を相手にデータ収集に当たったのち、自爆を偽装して逃走。のち伊豆大島にて再度の実験が試みられたが、イングラム3号機の援護により致命的ダメージを受け破壊された。
イングラムのリボルバーカノンを受け付けない強度の装甲を持ち、パワーも大きいが、全体的に重装備のため動きが鈍く近接戦闘には不向きで、作戦行動時にはブロッケンやサターンによる支援を要した。実験を主導した黒崎はファントムの敗北を受け、レイバー戦における格闘戦能力の重要性を再認識し、その経験はグリフォンの開発にもフィードバックされた。

### エイブラハム
SEUSA製（形式番号：TYPE-M5）。
アメリカ陸軍や海兵隊に正式採用された軍用レイバーだが、民間へも販売しておりテレビ版ではSSSも使用していた。膝や足首の関節が判然としない柱状の脚が特徴。正座のような降着姿勢をとることが可能。様々なヴァリエーションが開発されており強力な機体ではあるが、グリフォンとの対決であっさり撃破されてしまう。
漫画版では民間の警備会社（鉄甲デキュリティ）が運用する機体も登場したが、こちらも企画7課が陽動のために仕立てた改造テロレイバーに腕を引きちぎられてあっさり撃破されてしまっている。
劇場版3でカットされてしまったシーンの絵コンテに登場している。シャフト製のレイバーということで、廃棄物13号を誘い込むための「餌」として登場し、13号に足を引きちぎられるという役割になる予定だった。

### イクストル
（形式番号：TRT-66）
劇場版2に3機が登場。市街地での掃討戦を想定して開発された。通常は有線コントロールで遠隔操縦され、コントロールワイヤーが切断された場合には自律行動にて識別信号に反応しないものを無条件で攻撃するよう設計されている。今日既に実用化されオートマトンと呼ばれている無人攻撃兵器の一種であるが、長帽状の捜索レーダー、20ミリ多銃身機関砲、射程内の無差別掃討機能といった特徴は、米海軍の近接防御火器「MK-15ファランクス」に類似している。
厳密には無人の移動砲台、あるいは「歩行式バルカンファランクス」といった趣である。劇中ではプログラムにより半自立的に行動するものを基本的に「レイバー」とは呼ばず、このイクストルも映像やノベライズ中ではあくまで「ロボット」とされているが、バンダイから発売されたプラモデルでは「イクストルレイバー」と表記されている。
全周回転式の頭部には3連20mm機関砲（正しくは3銃身20mm機関砲）にシンクロしたメインのレーザーセンサーの他に、頭頂部に360度回転可能な収納式のサブセンサーや、腹部にはメインのレーザーセンサーが12.7mm機銃にシンクロしている場合に20mm機関砲にシンクロするサブセンサーも装備されている。機体下部には対人攻撃にも使用可能な化学戦用サンプル採集アーム、膝上部分には姿勢制御用の火薬打出し式ダンパーといった他の多脚レイバーに見られない特異な機構も装備されている。
小隊支援用の重火器システムとして期待されていたが、大きさの割に火力が貧弱で射界にも制限が多く、有線誘導方式特有の運用性の悪さもあって採用は見送られた。
その個性的な姿から、劇中で太田に「この火星野郎」と罵られ、宮崎駿には「給水タンクみたいなロボット」と呼ばれたほどだが、押井守は駄作機という演出の意図通りの非合理的なデザインであったため、シリーズ中で唯一好きだったと語っている。

### ガネーシャ
アメリカ陸軍とSEJの共同開発。PS用ゲーム「機動警察パトレイバー 〜ゲームエディション〜」に登場（形式番号：GNX-002）。
米国お膝元でM-5エイブラハムの採用実績も持つSEUSAを差し置いて、SEJとアメリカ陸軍が都市制圧・戦域管理を目的に共同開発した軍用レイバーで、HAL-X10にも似た重々しい四脚型の機体。基本的に無人運用を前提としている点もHAL-X10と類似で、そのために高度な電子装備と通信機器を搭載している。他に機体側面両側に伸縮式のマニピュレーター、機体右側にオフセットされた20mm機関砲、上部に回転可能な7.62mm機銃を装備しているほか、荷電粒子砲も搭載できる。

### EX-13
SEUSA製。漫画版に登場。
SEUSAが開発した戦闘用レイバー。八脚歩行の大型機で、クモを連想させるような外見が特徴。また、脚部に装備されている車輪による走行も可能。上部に旋回砲塔を装備し、複数のオプションを持つ。
小笠原の自衛隊演習地でサムソンを相手に行われた導入試験の際に、わずか2機のEX-13が6機中5機のサムソンを撃破する（不破機のみグリフォンに撃破される）成績を出したが、この導入試験の最中、乱入したグリフォンに破壊された。結局、採用に到ったかは不明である。

### グスタフ
スーパーファミコン版ゲームに登場（形式番号：CLD-1）。
篠原重工に吸収合併された沢弥工業の社長令嬢である沢弥すみかを中心とする秘密結社である「グスタフ・プロジェクト」が開発した戦闘用レイバー。「グスタフ」という名称は沢弥工業が開発した同名のフォーマットに由来するもので、技術の大半はイングラムに注ぎ込まれたらしい（劇中で沢弥すみかはイングラムとグスタフは義兄弟のようなものと語っている。）。
2001年8月27日、レインボーブリッジにて一号機泉のイングラムと交戦、敗北後に自ら海に飛び込み水没し、操縦者の沢弥すみかは生死不明となった。開発者の一人である三鷹によると脱出装置が不完全であるとのこと。ちなみに、二号機の太田と戦った場合には、三鷹らの乗る車に乗り逃亡に成功しているが、その後の消息は不明。

## 訓練用レイバー

### ドーファン
篠原重工製（形式番号：AV-98T）。
イングラムの試作機を流用して作られた教習用の機体。運動性能はイングラムを少し上回るものの、装甲やセンサー系は簡略化されている。コックピットはオープントップな割に不釣合いなほど大型のカメラが頭部にむき出しになっている。レイバー隊員育成のため奥多摩の警察学校などに配備されている。PS版ゲームにも登場。漫画版においては市販されているレイバーの中で（警察の使用する）イングラムに近い車種として刑事ドラマの撮影でパトレイバー役として使用されたこともある。イングラム譲りの五本指を備えた腕部は銃器のようなもの（ペイント弾）なども扱えるほど器用だが、土木作業には向かないようで、単純な二本爪の腕部に取り替えた機体も登場した。
新OVA第15話では地球防衛組織CLATの宇宙ステーションSV-2に配備されたスペースドーファンが登場。宇宙用のバーニアとシールド、銃を装備する（ただしこれは遊馬の夢の中に登場したメカだった）。

### 教習用レイバー
篠原重工製（形式番号：MPL97AV-T）。
旧OVA版に登場。こちらもAV-98T（ドーファン）同様、イングラム（プロトタイプ）を転用した機体で訓練校に配備されている。プロトタイプ・イングラムの項で紹介している機体と基本的におなじもの。

### レーア
篠原重工製（形式番号：不明）。
劇場版2に登場。ヴァリアントの練習機。機体性能は不明。八王子の教習所で使用されている。コクピットはオープントップで、背部から搭乗する。

## 消防用レイバー

### パイロバスター
菱井インダストリー製（形式番号：CRL-98）。
両肩に消火液を噴射する装置があり、それにより消火作業を行う。マニピュレーターが鉤爪状になっているため、登坂能力も持つ。また、この機種に限らず消防用レイバー全般に言えることだが、火災現場での運用が前提となるため、吸気に頼らない独自の冷却系統が装備されている。

### レスキュークラブマン
篠原重工製（形式番号：TFV-97）。
消防庁に初めて採用された消防用レイバー。既存車両では不可能だった不整地での消火が可能になった。

### レスキューレイバー
篠原重工製（形式番号：ARV-99）。
人命救助に特化したレイバー。人を傷付けない繊細なマニピュレーターによって救助活動を行うなど、イングラムの技術がフィードバックされている。

## 警備用レイバー

### キュマイラ
SEE製（形式番号：TYPE-6Q/2C）。
TYPE-5Q/2C（グラウベア）と同時期に開発された民生機である。頭部が無い曲面主体のフォルムが特徴で、ジオン軍の水陸両用モビルスーツを思わせる。マニピュレータも爪状で、火器を使用する場合は胴体右上に装着する。
軽快な運動性がウリで生産ラインの準備まで進められたものの、営業側から社内競合は望ましくないとの意見があり一般の販売は中止された。一本だけ残された生産ラインを使いシャフト系列の企業専用機として数十機が生産、配備されている。
漫画版では主にSSSが使用。「機動戦士ガンダム」の黒い三連星の得意技「ジェットストリームアタック」を真似て使用するが、グリフォンの敵ではなかった。
アニメ版ではSSS所属機の役はエイブラハムに奪われたが、黒埼がHSS所属機としてサターンとともに大島における自衛隊体験入隊に持参。レイバー用アサルトライフル相当の大型砲を装備した武装形態を披露している。演習にて陸自97式に高所から飛びかかって組打ちに持ち込む運動性を披露したが、対戦中にファントムが乱入。偽装工作のため陸自機もろともに破壊された姿で新聞記事に載ることとなった。

### サターン
SEJ製（販売はトヨハタオート、OEM製品）（形式番号：SR-70）。
第1小隊での採用が見送りになったSRX-70の一般向け改修機。最大手警備会社HSSに20機が納入された。
外装が若干変更され、特にSRX-70では胴鎧のようにフラットだった背面が、セダンのトランクのようにせり出した形状になっているのが特徴。また、トヨハタのOEMの体裁は通しているものの、背中にははっきりとSCHAFTの社名が入っている。カラーリングもHSSの車両と揃いのダークブルーと黒に変更され、警備員風かつ悪役然となった。
試作機の重武装ぶりは健在で、民間警備用としては必要無いほどの装備を持つが、さすがに42mmオートカノンはオプションで、通常は装備していない。
劇中では主に企画7課の工作で使用された。大島ではファントムと対決した2号機の頭部をオートカノンで吹き飛ばし、さらに火口脇でファントムと対峙する1号機を狙撃しようとするが、割って入った遊馬の乗る3号機にあっさり戦闘不能にされた。内海が来日した際の、イングラムの性能の下見のために仕込んだ対決では2号機を相手に善戦している。
新OVAでは犯罪者が使用したグレー系の塗色の機体が登場。2号機をカウンターパンチでダウンを奪い、自機の身長よりも高所から飛び降りて見せ、ナイフ投げの芸当を披露するなど、イングラムといえども油断ならない敵として描写されている。

### カルデア
SEE製（形式番号：BELL/Type 1999）。
施設内警備を主要目的とするため、球形車輪で高速移動可能な4脚の機体を持ち、垂直の壁をも自在に昇降できる機能も有する無人小型レイバー。その運用方法も一般的なレイバーとは大きく異なり、大型施設のセキュリティシステムと一体化した警備用端末ガードロボットといった方が正しい。多数が施設内を巡回・警備し、不審者を見つけると合成音声による警告の後、底部の電撃端子より電撃を放つ。劇場版1では方舟において、漫画版では水中用レイバーのメンテナンスベースにおいて多数が登場しているが、いつも壊されている。当初は人間の身長よりも少し大きいサイズのものとして、設定画稿でもそのように描かれているが、本編では全高1mにも満たないものとして登場している。資料によっては「カルディア」と呼称されるが、本編内では唯一漫画版で「カルデア」と呼称されるのみなので、本項ではそのようにした。

### ティエンルン
PC-9801版ゲームソフト『PATLABOR OPERATION TOKYO BAY』に登場。SEA製（形式番号：TYPE-A10）。
SEAが開発した最新鋭警備用レイバー。グリフォンを髣髴とさせる形状と、大小四本ある腕が特徴。OSに幻のフォーマットと称される「ASURA」を採用することで、機動性・戦闘能力ともに大幅に高まっており、そのスペックは従来のあらゆるレイバーを凌駕している。装備はスタンスティックのみであるが、レイバーを一撃で機能停止に追い込む強力な武器である。ただ、あくまでも警備用レイバーとして民間での使用を想定しているため、装甲が薄いという弱点を持つが、この点も優れた機動性を活かして被弾率を下げることでカバーしている。
開発経緯は明確でないが、外形と超高性能、「ASURA」の採用、開発元のSEAには企画7課の残党が逃走していることなど、多くの情報がグリフォンとの関連を示唆している。

## 作業用レイバー

### タイラント2000
菱井インダストリー製（形式番号：HL-96）。
どの作品媒体においても、標準的なレイバーとして登場している重量級土木作業用レイバー。ブルドーザーがそのまま2脚歩行し作業用の腕を持っているような、おおよそ人間型ロボットとは言いがたいスタイル。パワーはあるが動作は鈍い。
欠陥機であったアスカ95の翌年にリリースされて記録的なセールスを達成。篠原に遅れてレイバー業界に参入した菱井の地位を確固たるものとした。
レイバーの駆動メカニズムは、イングラムでは超伝導モータとされているが、本機は損壊時に大量のオイルを噴き出す描写があり油圧駆動ではないかと思われる節がある。

### ブルドッグ
菱井インダストリー製（形式番号：HL-97）。資料によってはブルドッグH09とも表記。
タイラントなどと同様に劇中よく目にするレイバー。同社製の陸自97式にも似た、航空機技術を応用した涙適型クリアキャノピーのコクピットが特徴。篠原の大将に対抗し発売された。豊富なオプションギアが用意されているのが売りで、マニピュレーターだけでも通常タイプ、精密作業タイプ、リフティング用の蟹爪タイプなど複数のバリエーションが登場しており、工事作業現場の他、空港内での荷物運搬用などにも使用されていた。足辺りまでなら浸水しないので、ノンオプションでも浅深度の水中での作業が可能である（劇場版1の冒頭で膝下辺りまで海中に浸け作業しているシーンがある）。さらに水密ハッチとエアタンクを装備すれば5mから10mの深度まで潜り作業する事も可能。
香貫花が巻き込まれたハイジャック事件では、野明が取扱説明書片手のぶっつけ本番で搭乗して犯人を捕縛している。イングラムとでは操作系にそれなりの違いがあるようで、野明は「力加減が難しい」と弱音を吐いていた。
短編『パトレイバーREBOOT』では脚部を違法改造されたカスタム機が登場。通常のブルドッグと一線を画す機動性で1号機を翻弄した。

### ヘラクレス21
菱井インダストリー製（形式番号：HL-98）。資料によってはヘラクレスH21とも表記。
重量級建設作業用レイバー。タイラントやブルドッグよりは人間型に近く、腕も器用になっている。また、コクピットも完全密閉式となっている。HL-97（ブルドッグ）の後継機である。頭頂にはテレスコピック式ペリスコープ・シュノーケル機構が組み込まれており、水中作業も専用のレイバーとほぼ同等の性能を発揮する。
キャッチフレーズは「燃える男の汎用レイバー」。
漫画版の前半では設定が固まっていなかったのか、頭部の突起物が無くややフラットな印象に描かれる。

### レックス2500
菱井インダストリー製（形式番号：HL-99）。
ハイエンド機種。テレビ版前半では国内に2機しか稼動していないとされる新鋭機。金魚鉢のようなカバーが付いた三眼式の高性能センサーと、常用のマニピュレーターに内蔵された精密作業用のマニピュレーターを持つ。緻密な作業に特化したレイバーである。

### 大将
篠原重工製（形式番号：ASKA SSL95）。
一般作業用レイバー。篠原重工に吸収合併された株式会社飛鳥重機（現・所沢工場）が開発した。蛙を思わせる頭部と細長い腕が特徴。
オートバランサーに欠陥があり、翌年にマイナーチェンジ版であるアスカ96がリリースされたものの、菱井のタイラントにシェアを奪われることとなる。
アスカ96は装甲などを強化した96MPLとして警視庁に採用されている。

### クラブマン
篠原重工製（形式番号：TFV-97）。
整地作業用レイバー。腕共用の4脚構造。輸出用にTFV-97EX（クラブマン・ハイレッグ）という脚を大型化した派生機が存在する。足先には路上走行用の車輪を内蔵しており、かなりの高速を発揮でき、漫画版では公道の自走も認められている。また、放水銃を備えた消防用のクラブマンも存在する。
1脚失っても残った3脚で自立し、なおかつ歩行できることから後藤は「篠原のオートバランサーは一級品」と称賛した。

### クラブマン ハイレッグ
篠原重工製（形式番号：TFV-97EX）。
整地作業用レイバー。クラブマンの輸出用上位機種。全高抑制のため平常時は膝関節を曲げた状態となっているのが特徴。防水性、安定性が向上しており、本格的な水中作業が可能となった。
漫画版では中東で軍用機として採用されているとある。遊馬曰く「タカアシガニ」。

### ぴっけるくん
篠原重工製（形式番号：KV-98）。
山岳作業用レイバー。不整地での作業を目的としているため、クレーンのブームのような細い3脚構造となっている。このKV-98は98年に登場したモデルチェンジ版であり、かつて「レイバー90」に関わった製作者が手がけた初代モデルKV-93に続く二代目のぴっけるくんである。新開発のオートバランサー機構を採用し、あらゆる地形において抜群の安定性を誇る。加えて装輪タイプでもあるため、一般道路などを高速走行することも可能である。
本来は登山用に装備されたロケット打ち出し式ハーケンは凶器としても有効であったため、劇中ではテロリストが乗っていることが多く、「悪役メカ」の印象が強い。漫画版では本物のロケット弾発射装置と付け替えた物も登場した。ゲームボーイソフト『狙われた街1999』には「ぴっけるプロト」なる違法改造バージョンも登場した。

### ボクサー
篠原重工製（形式番号：ASV-99）。
機体頂部のカエルの眼を思わせるヘッドランプが特徴。イングラムの技術をフィードバックさせた機体だが、イングラムを製造した八王子工場に向うを張って所沢工場が放ったモデルである。視認性の高いコクピットも好評を博し、篠原重工製品で最も売れている機である。陸上だけに限らず、浅い深度での水中作業も可能であり、劇場版3では備蓄基地に配備されているのが確認できる。
テレビ版にはテロ組織「海の家」の構成員で元空挺レイバーパイロットの犬走一直が使用したカスタム仕様も登場。外観を中心に多数の改造が施されていた。

### グラウベア
SEE製。旧OVA版、テレビ版に登場（形式番号：TYPE-5Q/2C）。
SEE版「アスカ95」ともいえる2脚式レイバーの第2世代機。日本にはまだ少数しか輸出されていないが、西欧では作業用のほかに警備用としても使用されている。
作業用でありながら、重装甲と強力なパワーを持ち、大規模開発や難地開発作業に威力を発揮する。警備用として使用されることも多い。ボディの重心を低くしたため、大出力マニピュレーターの装備が可能となった。頭部のカメラアイはレールでブロックごと移動できるため、全天候型密閉式のコックピットでありながら180度以上の視界を確保できる。グラウベアで集積したデータを元にブロッケンが開発された。

### ハヌマーン
小説版、漫画版に登場。
高層建築用のレイバー。
小説版の「全高5.4m」という記述以外、詳細な設定は不明。
名前の由来であるハヌマーン（インド神話の猿神）の通り、足にもマニピュレータが装備され、前腕が長い手長猿（石和談）のような外見をしている。圧倒的な俊敏さを持ち、漫画版ではジャンプしつつAVS-98の頭部をすれ違い様に足でもぎ取るという離れ業を見せている。

### ジャンゴ
小説版に登場。
地下工事現場で使用されていたが、製造元、スペックなど詳細は不明。挿絵では横幅の広いずんぐりした体形で、ペリスコープのあるコクピット部より低い位置の胴体前面に双眼式カメラを持つ頭部が付いている特徴的な姿をしている。

### 豊作くん
エセキ農機製（形式番号：EL-01）。
農作業用レイバー。アタッチメントの付け替えにより各種農作業に対応する。そのため土木用レイバーに比べて細かい作業に向いた、華奢なマニピュレーターをしている。

## 水中用レイバー

### セルキーH10
菱井インダストリー製（形式番号：ML-98）。
菱井インダストリーが四菱グループの系列会社である菱井船舶の協力を得て開発した水中作業用レイバー。外装にチタン合金を多用し、軽量化と頑丈さを兼ね備えた高級な機体で、海中での高周波溶接や切断、ダイナマイトのセッティングなどの危険な作業に従事している。安全限界深度は70m。
伸縮式のマニピュレーターの先端にはモニターが付いており、安全かつ精度の高い作業が行なうことができる。肩部に大型のエアタンクを装備している割には活動時間は短めであり、機動性も高くない。簡易変型によって水の抵抗を軽減することが可能である。
漫画版では海上保安庁に導入されており、のりしおという愛称がつけられている。また、漫画版では映像作品中にはないコクピット内部の描写があり、最低2人乗れる描写がされている。

### AOL-43
菱井重工業相模原製作所が製造し、民間へと販売されている無人の水中作業用レイバーである（形式番号：AOL-43）。
劇中ではその形式番号のみが明らかにされるものの「イングラム」や「クラブマン」のようなペットネームが明らかになっていないため、本項では形式番号を唯一の正式名称として記した。資料によっては無人作業レイバー、NTTレイバーなどと表記されることも多い。
淵山重工のノーチラス9800と同様に母船からの有線操縦によって操作されるタイプの無人機で、完全に水中での使用を前提として設計されているため、足に相当する部位はなく、作動肢は一対の作業用マニピュレーターを装備するのみである。機体後部の推進用のもののほかに、ボディ側面に姿勢制御用の可動式のスクリューを装備している。菱井の製品ではあるが、動力部にはOEM供給されたシャフト社製の超電導モーターが使用されている。
劇中ではNTTが購入し海底ケーブルの保守・点検用に使用していた。また、シャフト社製超電導モーターの駆動音を利用し、廃棄物13号をおびき寄せるための「餌」としても使われていた。

### フロッグマン
菱川島造船呉工場製の水中作業用レイバーである。劇場版1では「ゆうなみ」なる名称がつけられていた（形式番号：M135）。
主に海上保安庁が使用しており、HLクラスの巡視船に2機ずつ搭載され船舶救難活動に従事している。作業よりは調査・測量に重点を置いた設計された機体で、機動性はあまりよくないが、居住性や安全性の面で優秀なためユーザーの人気は高く、シードッグとシェアを二分している（「大変高価な機体であるため民間では測量会社が使っている程度でそれほど普及しているとはいえない」との記述もある）。他のレイバーと異なり関節にユニバーサルジョイントを採用しているほか、長時間の水中作業を可能とするために、エアタンクは内部の他に外部にも増設可能となっている。安全限界深度は50m。
テレビ版に登場した機体は海上保安庁が廃棄処分にしたものを特科車両二課整備班が修理したもので、その際に頭頂部のライトが外部スピーカーに改造されていた。

### ノーチラス9800
淵山重工川崎工場製（形式番号：SOV-9800）。
母船からの指示を受けて動く、無人海中作業用レイバー。長時間潜水航行が可能である。海上保安庁に2機導入されている。鯨にぶつけられた程度では壊れないといわれるほど頑丈らしい。

### シードッグ9900
淵山重工横須賀工場製（形式番号：SOV-9900）。一部資料ではシードック、イエローサブマリンと呼ばれる。
脚部にジェット水流ユニットがあるため高機動。最大で30ノットで水中航行できる。母艦からのサプライ・ケーブルを接続することにより酸素・電源が供給され、市販の水中レイバー中最も長い活動時間を誇る。しかし、有線遠隔操縦型で無人のノーチラスとは異なり、こちらは有人型となった。劇場版1およびテレビ版に登場。
SOV-9900S シービュウはこのシードッグの各部に幾つかの改修が加えられた物である。テレビ版に海上保安庁に配備された物などが登場している。

### サイレン
漫画版に登場。SEE製（形式番号：TYPE SL-8）。
1999年度にヨーロッパで発表された当時の最新モデルで、日本国内にはシャフト・セキュリティー・サービスが保有する2機しか存在しない。劇中では輸入したばかりで試験運用も済んでいなかったこの機体をSEJ企画七課が借用し、東京湾に沈むグリフォンのOSである「ASURA」の回収のため海底に潜るが、「ASURA」の発するビーコン信号に惹かれて付近に潜んでいた廃棄物13号に襲いかかられて損傷、回収不能となり放棄されてしまう。その後、13号はこの機体から引き剥がしたカウルを自分の「鎧」として利用するようになる。
後に劇場版3に登場した際、「セイレーン」としてリファインされた。
いずれもギリシャ神話に登場する海の怪物セイレーン(Seiren)を名の由来としている。英語ではサイレン（Siren）と発音・表記する。

### セイレーンII
劇場版3に登場。SEE製。セイレーンとも表記される。
水中での作業効率を上げるため両腕部に多目的マニピュレーターブロックを採用しており、背部に推進用のアクアジェットユニット2基、腹部脇に予備のバッテリーパックを装備している。東京湾上の備蓄基地内で使用されており、劇中では整備のため上半身のカウルを外し、懸架された状態で登場。今のところ全身像は描かれていない。
備蓄基地に現れた廃棄物13号が逃走する際に衝突してもろともに海中に没した。漫画版のサイレン同様、13号はこの機体から剥ぎ取った上半身のカウルを自身の「鎧」として利用する。

### アケロン
劇場版3に登場。SE製だが、どの国の支社で製造されたものかは不明。
国内でも民間に流通しており、水辺での作業に用いられる。両肩に水中行動用のポッド型推進器を装備する。有人タイプで、コクピットには耐水圧設計のウィンドウが用いられている。
劇中では城南島海浜公園近くに座礁した姿で登場。

## 宇宙用レイバー
いずもシリーズはどちらも重力下で働くことを想定していない。

### いずも1号
レイバー産業振興協会が薦める「いずも計画」によって誕生した実験機の第1号。漫画版に登場。宇宙まではスペースシャトルで打ち上げられる。2000年の元旦に行われた宇宙でのデモンストレーションに使用されたが、地球との通信や、マニピュレーターを動かす程度の機能しか持たない。

### いずも2号
漫画版に登場。宇宙空間での人間が作業できない場所用に開発された無人制御の実験機で、いずも1号で得たノウハウを基に開発された「いずも計画」の2号機。2001年3月からの本格的な計画始動を目標に開発が進められている。

## ハンドメイドレイバー

### レイバーX
小説版にオリジナルレイバーとして登場し、その後、テレビ版にも同デザインのまま設定を変えて登場した。
小説版では町のレイバー整備工場の親子がコツコツと作り上げたハンドメイドレイバー。搭載していたサバイバルゲーム用AIが暴走し、中に少女を乗せたままイングラムと対戦することになる。AI操作とはいえ性能は高くイングラムと互角に渡り合ったほど。肩の突起部分はリモコンハンドとなっており、取り落としたサバイバルナイフを拾い上げるシーンもあった。腰部のエア・マシンガン用のタンクに被弾すると大爆発を起こす危険がある。
テレビ版では元特車二課々長・祖父江が後藤に復讐するために作り上げたレイバー。クラブマンや大将などのパーツが寄せ集められており、祖父江曰く「4つのレイバーの長所を生かした究極のレイバー」。武装にはサブマシンガンを装備し、デザインもそれなりによかったのだが、実際は見掛け倒しに過ぎず、後藤に近づく度に（脚部が壊れて）身長が縮んでいき、後藤の目の前で10歩も歩けずに自壊してバラバラになってしまう（そもそも起動から立ち上がるまでの間に既に各所から部品が外れていっていた）。後藤は接近してくるレイバーXを前に怯むことなく堂々とした態度でレイバーXを見上げて隊員の尊敬を集めるが、実は榊から事前に「10歩も歩けずに壊れる」と教えられていた。そのことを隊長室でしのぶに話しているのを盗み聞きしていた隊員たちには「ずっけえ」と言われた。

### サラマンダー
スーパーファミコン版ゲームにてオリジナルレイバーの一機として登場したイングラムに酷似したレイバー。その正体は大企業の社長の息子が正義の味方に憧れて作り上げたハンドメイドレイバーである。ゲーム上では「赤いイングラム」としてイングラムと瓜二つかのように認識・描写されるが、元となったレイバーはヘラクレス21であり、原形を留めないレベルの改修が行われたものと推察される。
レイバー犯罪に対し周囲の被害も顧みず私刑を繰り返していたが、第二小隊との幾度目かの邂逅の末にイングラムと激突、敗北する。

### テロレイバー
- テレビ版
テロリストが自作したハンドメイド機で、潜水艦のセイル前方に双眼鏡をつけたような巨大な頭部が特徴である。レイバーX同様、作業機の寄せ集め的な外観からは使用機種を特定することができない。イングラムに匹敵するパワーと装甲を持つうえにシュノーケルを装備しており、水深5mまでなら水中活動を行うことが可能など、既存のレイバーとは一線を画す性能を誇る。手先も器用で、時限爆弾を操作することも可能であった。ジオフロント内部に潜伏して爆弾テロを行うも、地底空洞を掘り抜いてしまい、そこに潜んでいた怪物の怒りを買ってしまう。なお、漫画版にも名称不明だが近い形状の機体が登場する。
- 漫画版
企画7課がテログループ「地球防衛軍」に提供したレイバー。中古の機体の寄せ集めで大した性能ではないが、グレネードランチャー風の爆弾射出機構と腕の部分が上下に分割する破砕機を装備している。バビロンプロジェクトの管理施設を襲撃し、警備会社のレイバー相手に善戦したが、第一小隊のAVS-98には敵わず中破。その後、応援に駆けつけた第二小隊太田機のライアットガンによって止めを刺された。

## 警察車両

### 97式レイバー指揮車
篠原重工製。
レイバーは特に後方の視界の確保が容易ではないため、それを補完し補佐役を務めるための車両で、レイバー同士の格闘に巻き込まれたときに潰されないように強固な構造の装甲車となっている。レイバーに指令を与えるための通信装置や、警備・制圧対象に指示するための外部拡声器、支援用の投光器などのほか、警視庁との情報通信設備が搭載され、現場と特車二課などとの中継にもあたる。一通りの指揮通信機能は揃っているが、機動力は高くはなく、レイバーと共に機動しつつ指示を出すような行動は困難で、通常は停車した状態で指揮を行う。
主に第1小隊で使用されたが、漫画版と旧OVA版では第2小隊でも使用されている。なお漫画版のラストで第2小隊はそれまで使用していた97式レイバー指揮車から機種転換し、98式特型指揮車を使用している。
架空の車両だが、デザインは西ドイツ（当時）のUR-416装甲兵員輸送車およびこれをベースに製作された、1975年から80年代にかけて東京消防庁他に配備されていた「耐熱救難車」を警察車両様にアレンジしたものになっている。

### 98式特型指揮車
四菱自動車製。
97式レイバー指揮車同様、レイバーの行動を補佐して指示を与えるための車両で、指揮・バックアップ用の情報通信設備や電子機器、投光器、外部拡声器、ウインチといった装備を有する。97式指揮車と異なり小回りの利く小型バギータイプとなっており、このため運転座席は狭隘で、助手席には補助椅子程度の簡易装備しかなく、基本乗車定員は1名である（ただし、劇場版1のクライマックスでは本来の乗員である篠原遊馬の他、巨漢の山崎ひろみ含め3名が同乗している）。現場で必要とされる情報・指揮・機動の全機能を一人の乗員のもとに集約させるという思想で製作されているため、指揮担当者に負担はかかるものの現場での柔軟な対応が可能となっている。
劇場版1に99式大型特殊運搬車と並んで特車二課の新装備として登場し、以後のシリーズでは当初から特車二課第2小隊の制式装備となっている。
新OVA版の第15話「星から来た女」には夢の中の架空のものであるが、CLAT日本支部に配備された多数のバリエーションが登場している。隊員の足としても使用される「戦闘指揮車」、ミサイルを装備した「CLAT戦闘車」、そして50mmカノン砲を装備した駆逐装甲車「Jagd-kampf-wagen “Hefz-hound”」（通称「猟犬」）の三種である。本編中には画面を横切るだけでほとんど活躍しないが、特に「猟犬」は98式指揮車のシルエットはそのままに、旧ドイツ軍の軽駆逐戦車ヘッツァーを模したものとなっている。
実写作品である『THE NEXT GENERATION パトレイバー』では、フェレット装甲車が98式特型指揮車役として撮影に使用されている。

### 98式特殊運搬車
四菱製。
通称“レイバーキャリア”。レイバー隊の迅速な展開とレイバー脚部への負担軽減・バッテリーの消耗抑制のため、レイバーを現場まで運搬する大型トレーラーである。レイバーは仰向けの状態で積載され、現場到着後に荷台部分を垂直にジャッキアップすることでレイバーを直立させ、荷台最後部の側板を足場としてレイバー自身が歩行して降車する（撤収時にはレイバーを垂直に立てた荷台の足場部分に登らせ、固定した後にジャッキダウンして収容する）。
牽引車（トラクターヘッド）は4軸（前輪1軸、後輪3軸（ダブルタイヤ）、トレーラーは3軸のセミトレーラー形式で、元々は自衛隊の重量物運搬車だったものを払い下げられ、伸縮シャフト式のレイバー用固定具や起動用機器を追加して使用している。名称は警視庁制式のものだが、同型のレイバーキャリアは自衛隊や民間でも使用されている姿が見られる。
牽引車部分のデザインは自衛隊の装備している73式大型トラックの初～中期型をアレンジしたものになっていた。『THE NEXT GENERATION パトレイバー』ではメルセデス・ベンツ・アクトロスのセミトレーラーを劇用車として改造した車両が使用されている。

### 99式大型特殊運搬車
四菱重工製。
99式特型牽引車と99式多目的ハンガーを連結したもので、“特型レイバーキャリア”と通称される。レイバーを積載して運搬し現場に輸送するのみの98式レイバーキャリアと異なり、各種の支援機材と整備点検用の可動式プラットフォームを設けた“移動式ハンガー”として展開能力の向上を図ったものである。レイバーバックアップ用のコンピュータも搭載、仮眠用のベッドもあるなど「移動する拠点」的役割も担う。
牽引車は3軸、ハンガーを搭載したトレーラーは2軸のセミトレーラー形式だが、トラクターヘッドの車軸は前後に分かれていないために単独での走行には適さず、実質的には連接式（回転軸で連結された前部と後部があるが基本的に分割できない）の一体型車両となっている。トレーラー部には左右側面各2基（計4基）、後面2基の収納式大型アウトリガーがあり、ハンガー前部左側にはクレーンを備える。
大型大重量の車両だが、レイバーと同じオートバランサーシステムが備えられており、レイバーを載せた状態でも安定した走行が可能となっている。渡河用フロート13基と波切り板を装備することである程度の水上移動も可能で、劇場版1においては車体両側面にフロートを取り付け、浮行によって方舟へと向かった。
基本的にはレイバーを仰向けに収容して格納・運搬するが、緊急性・危険性の高い事件であると判断された場合にはレイバーを荷台に座らせ、現場到着後即座に対応出来るようにして発進することがある。また、その大きさを活かし交差点などを塞ぐことで対象レイバーの逃走阻止にも使用されている。
漫画版にも登場しており、第一小隊がAVS-98を導入した際同時に98式レイバーキャリアに変わり配備されている。最終話のラスト5ページにおいては第2小隊にも新たに配備されていることが見て取れる。
新OVA版の第15話「星から来た女」には、夢オチではあるがCLAT日本支部の装備として、99式大型特殊運搬車を装軌式にした上でトレーラー部に連装メーサー砲塔を装備した「対空メーサー砲」（別名「メーサーキャリア」）が登場しており、2両が円盤群および怪獣の迎撃に使用された。

### ミニパト
本田技研工業製。
出動の際に各小隊長が乗用し、指揮を執るための小型パトロールカー。隊長車としての他に、各小隊のレイバーの出動を伴わない公務（他部署との連絡など）にも用いられる。
ホンダ・トゥデイ（M-JW1型）を警察用に改装したもので、移動指揮所として使えるよう、交通課や地域課で使われているミニパトに比べ通信機材を強化されている。ターボチャージャーを搭載しているためボンネット上にエアインテークがあり、ボンネット上にはボンネットスポイラーが装着されている。
初期OVA版からテレビアニメシリーズ・新OVA版および漫画版に登場するものは実在のホンダ・トゥディM-JW1型をパトカーとして前述の設定に基づいてデザインしたものだが、劇場版2および劇場版3ではオリジナルの架空車両としてデザインが新に藤島康介によって起こされている。こちらも基本的には実在のホンダ・トゥディM-JW1型に基づいたものになっており、それほど飛躍した未来的なデザインにはなっていない。
実写作品の『THE NEXT GENERATION パトレイバー』では、ホンダ・トウディではなくスズキ・アルトの5代目を劇用車として改造したものが使われている。

## 自衛隊車両

### 74式戦車改
陸上自衛隊の74式戦車を改修した架空の戦車。実車では74式戦車を改修した「74式戦車（G）」が存在するが、改修内容が違うため外見も大きく異なる。実車の詳細は74式戦車を参照。砲塔前半部と車体正面に爆発反応装甲（リアクティブ・アーマー）を、車体側面にサイドスカートを装着。IR（赤外線）サイトを搭載するなど、射撃統制装置の換装も行われた。劇場版2に登場。

### 1式装甲車
陸上自衛隊所有の架空の装軌式歩兵戦闘車。車体の基本コンポーネンツを90式戦車から流用し、フロントエンジン化。89式装甲戦闘車より大型の重装甲車となっている。2001年に制式化された。35mm機関砲を搭載しているが近接戦闘重視のため対戦車ミサイルは装備していない。劇場版2に登場。

### 2式装甲車
陸上自衛隊所有の架空の偵察警戒用装甲車。87式偵察警戒車の後継として99式指揮通信車をベースに開発された。8輪駆動で、プロペラ推進の浮航能力も持つ。砲塔には35mm機関砲を搭載し、砲塔上に対人警戒用レーダーを設置している。99式指揮通信車と同じく右側のみ側面ハッチがある。車体後部に6名乗車できる。劇場版2に登場。作中では「コマツの2式」とも呼ばれている。

### 99式指揮通信車
陸上自衛隊所有の架空の指揮通信用装甲車。82式指揮通信車と異なり本格的な前線司令部機能を持つ8輪駆動の指揮統制車両。車体後部に大型の戦術ディスプレイやコンソールを搭載している。劇場版2などに登場。劇場版3にはこの車両をベースとし、車体上部に折り畳み式の投光機を装備した投光車も登場している。

### 92式対空自走砲
陸上自衛隊所有の架空の自走式対空砲。名称のみの登場であり、詳細は不明。小説版『TOKYO WAR』に登場。

## 警察機

### SA366
警視庁の人員輸送用ヘリコプター。アエロスパシアル社製。通称：はやぶさ。名称が異なったりするが、消防庁が使用するものなど、同型機が劇中に幾度も登場している。ただし本機の白黒ベースのデザインは現実の警察用ヘリとは異なるものである。
劇場版1序盤の暴走レイバーと太田機との戦闘において空中から状況報告を行っている機体もこれと同型。

### SA965N（仮称）
劇場版2に登場する架空の警視庁ヘリコプター。劇中では「おおとり」と、もう1機の同型機が登場している。前述の「はやぶさ」とは異なり現実の警察用ヘリ同様のデザインである。
二重反転ローター機。機首下面にセンサーアンテナ、ローター部の上にマストサイト、機体中央下面に複合センサーポッドを装備している。複合センサーポッドは離着陸時に機体の後ろ方向に回転し収納される。尾翼には劇中だと「SA9SSN」の文字が入っているが、設定資料ではヘリの機種名のような「SA965N」になっている。劇中、「おおとり」のキャビンから、狙撃班がH&K PSG1を使用して飛行船のECMポッドを狙撃した。

### 警視庁の飛行船
警視庁の飛行船。設定資料には機種名が書かれていないが、実在する「Skyship 600」がモデルである。旧OVA版第2話に登場し、ニューヨーク市長来日警備のため飛行していたが、機長の判断で無理やりイングラムを浮かせて立体交差の上を通過させた。
現実世界では過去に警視庁航空隊にSkyship 600「はるかぜ」が配備されていた時期があり、それが元になっている。実際には配備開始より旧OVA版のリリースの方が早いので、配備前の情報を元に登場させたことになる。なお、劇中の白黒パトカーのような配色や装飾は本物とは異なり、その点が架空である。

## 自衛隊機

### C-4輸送機
航空自衛隊航空輸送団所属の架空の輸送機。劇場版1のヘルダイバー投下シーンで登場するほか、テレビ版の第20話の搭載シーンおよび第21話の3機投下シーンと第45話の投下シーンに登場する。
河崎重工業製の最新鋭4発STOL輸送機で、C-1輸送機の後継機。として1996年より配備されている。ARL-99B（ヘルダイバー）の輸送・空中投下を主な任務とし、3機を搭載できる。機体後部には射出状況を確認するオペレーター席が存在する。

### ヘルハウンド
米軍、陸上自衛隊が配備している架空の対戦車攻撃ヘリコプター。アニメシリーズに登場のものと、小説版に登場のものでは形式番号や開発経緯などの設定が異なる。
テイルローターを持たない「ノーター」方式の大型ヘリコプターで、機首部のターレットにはAH-64のようなTADSらしきセンサーが装備されている。固定兵装は機体中部に長銃身20mm4銃身ガトリング砲もしくは30mmチェーンガンを装備する他、外見上の特徴である巨大なスタブウィングにハードポイントが計6か所設けられており、対戦車ミサイルやロケット弾ポッドを搭載することができる。また、スタブウィングとメインローターは折り畳みができ、移動用コンテナに格納することも可能。
アニメ版
AH-1Sの後継機種で1998年より配備開始。マクドネル・ダグラス社製。日本では河崎重工、四菱重工がライセンス生産を行っている（型式番号：AFH-02B）。
劇場版1にて設定が製作され、オープニングの夜間戦闘シーンにて初登場。風洞実験中に暴走したHAL-X10の制圧に投入され、対戦車ミサイルでHAL-X10後部のホバーユニットを破壊する。劇場版2では、柘植が決起した場面で3機が登場。移動用コンテナから展開して離陸し、首都・東京を蹂躙し都市機能を麻痺させるなど、レイバーを差し置き主役級の活躍を見せている。その他、テレビ版、新OVA版、劇場版3など、シリーズに度々登場している機体である。
小説版
小説版『TOKYO WAR』に登場した機体。外観は各アニメ版に登場する機体と同じであるが、一部設定が改められている（型式番号：AH-88）。
AH-56 シャイアンの後継機として開発された攻撃ヘリコプター。米軍とヒューズ社の共同開発の機体である。後に陸上自衛隊にも配備された。
劇中で柘植の指揮下の部隊が使用した機体は自衛隊のマーキングで偽装しているものの、もともと米軍が所有していたAH-88A2というモデルであったらしい。なお、AH-88Jの発展型としてさらにAH-88J2が存在する。
日本では帯広の第五師団第一対戦車ヘリコプター隊、八戸の第三十八普通科連隊第二ヘリコプター隊、九州の目達原の第三対戦車ヘリコプター隊、そして富士の対戦車ヘリコプター教導隊に限られた数のAH-88Jが配備されているのみとされている。
グレイゴースト
AH-88J2の発展型として光学迷彩（液晶型）を装備した機体（型式番号：AH-88J2改）。
陸上自衛隊技術研究本部により開発され、実験飛行中隊が運用試験、後に富士教導ヘリコプター団“グレイゴースト”中隊が部隊運用・戦技研究を担当していた。こちらはパイロットフィルム『LIVE ACTION MOVIE』に登場し、これを基に制作された実写版『THE NEXT GENERATION -パトレイバー-』に登場した。光学迷彩作動時の僚機同士の接触事故防止として、訓練中はローターブレード末端の白色翼端灯を点灯させることが義務付けられている。光学迷彩飛行中にこの発光部分のみがリング状に見えることから、部隊内の俗称として「天使の光輪」とも呼ばれる。
押井守作品に登場するオリジナルデザインの攻撃ヘリコプターでは、唯一の非双軸反転ローター機である。

### 01-6RB-II
陸上自衛隊の架空の観測用ヘリコプターで、OH-6Dの後継機種。テレビ版、劇場版1、劇場版2、漫画版に登場。マクダネルダグラス社製（河崎重工、四菱重工がライセンス生産）。ヘルハウンドと同じくテイルローターを持たないノーター機で、機体下部の可動式アームに複合センサーポッドを搭載しているのが特徴なほか、ローター上部にもマスト・マウンテッドサイド・レーダーを有している。

### CH-47J チヌーク改
陸上自衛隊の架空のタンデムローター式大型輸送用ヘリコプター。CH-47Jの発展型で、劇場版2の治安出動シーンに登場するほか、劇場版3ではヘルハウンドと共に登場する。兵員や重量物の輸送などを目的として開発されたと見られている。各種電子装備のシステムアップのほか、エンジンは前後2機ずつ計4機を搭載し、航続距離の延長や積載量の増加が図られている。機首には追加装甲パネルのほか対地レーダーやサーチライトが装備され、機体後部には赤外線ガードを兼ねた安定板が取り付けられている。

### 汎用ヘリ
劇場版2に登場する架空の陸上自衛隊の汎用ヘリコプター。同軸二重反転式ローターを有している。ドアガンとしてガトリング・ガンを搭載することでガンシップとしての運用が可能。

### F-15改 イーグルプラス
劇場版2に登場する戦闘機。航空自衛隊のF-15J要撃戦闘機を基に、機動性の向上やステルス化などが図られた改修型。実在するF-15 S/MTDの様な、通常の水平尾翼とカナード翼を併せ持つ三翼機（3サーフェス機）。主翼後縁や一部アクセスパネルの角度が整えられ、垂直尾翼は外反角が付けられるなど、僅かながらレーダーで捕捉困難なステルス機能を有している。
ジェットノズルも二次元推力偏向ノズル搭載、空対空ミサイルは半没式兵装ステーションに改修されている。
また、機番からF-15Jの配備計画の途中から改修作業が開始され、一部の機体はF-15改仕様で生産・納入されていることが推測できる。
劇中では百里基地の第7航空団第204飛行隊に所属する「ウィザード03」と、小松基地の第6航空団第303飛行隊に所属する「プリースト21」が登場した。

### F-16J
劇場版2に名前だけ登場。航空自衛隊のF-1支援戦闘機の後継機種で、設定では1998年より全国に130機が配備されている。現実ではF-16ベースのF-2戦闘機に相当する。『パトレイバー2』製作中は次期支援戦闘機（FS-X）として開発中で正式名称も不明だったため、この名称になった。劇中には三沢基地の第3航空団第8飛行隊の所属機（コールサインは「ワイバーン」）が登場。
また、旧OVA版第6話にも主翼に日の丸を描いたF-16が登場している。

### 早期警戒機
劇場版2に登場する架空の航空自衛隊の早期警戒機。エンジンはSTOL用大型ターボファンエンジン双発。実際に航空自衛隊が配備しているE-2Cとは異なり、当初から陸上機として開発されている。

## アメリカ軍機

### F-16改 ナイトファルコン
アメリカ空軍のF-16C戦闘機をベースに、ステルス性を向上させた改良機。3枚のパドルが付いた推力偏向ベクタードノズルの採用と、ステルス性の向上を図り機体全面のパネルラインが鋭角なものへと変更されている。機体規模も大型化し、主翼下面左右のコンフォーマルポッド内に4発の空対地ミサイルを搭載できる。
劇場版2公開時は翼端が僅かに写る以外はシルエットのみの登場で、機体の詳細なデザインやマーキング等も描かれなかった。後にプラモデル化に際して河森正治監修のもと、ウェポンポッドなどを含む機体そのもののデザインや、国籍マーク、シリアルナンバーなどが新たに設定された。

## 民間機

### SH-9500
篠原重工製のヘリコプター。篠原重工でも社有機として用いられている。二重反転ローターを特徴とする。劇場版1と劇場版2に登場。

### 謎の飛行船
劇場版2に登場する架空の大型飛行船。設定資料では「飛行船」あるいは「謎の飛行船」と紹介されている。
アメリカ製で、可動式ダクテッドファンを4機装備、自動操縦機能を有しており無人で自律飛行が可能。劇中では一連の事件の黒幕である柘植行人一派の公然組織「東亜安全保障」がダミー会社を介して買収した東京都福生市郊外の飛行船会社「新帝都航空」が3機を購入、運用していた。そのため、民間機を装ったテロ機というのが実態である。船体は全体的に黄色く塗装され、側面には航空広告に擬装させる意味もあるのか黒文字で大きく「Ultima Ratio」（ラテン語で最終手段という意味）と描かれている。
劇中では度々登場していたが、柘植が決起した場面では、3機が船体下部にコバンザメ型のECMポッドを装備して新帝都航空から離陸すると、東京上空に滞空し周回飛行しながら高出力で無線通信の広域ジャミング（電波妨害）を行っていた。また、船内にはガスボンベ（本物の毒ガスと無害の着色ガス）を搭載し、ECMポッドが損傷すると自動的に墜落しガスが放出されるようプログラムされていた。実際、警視庁の狙撃班がヘリから新宿上空を飛行していた1機のECMポッドを損傷させたところ、当該機は墜落して無害の着色ガスを放出し、新宿副都心一帯と地上に展開していた陸上自衛隊部隊を大混乱に陥れている。飛行船の帰還とECMの解除を行うには、18号埋立地にある柘植の野戦本部を制圧した後、そこから飛行船に対して特定のコードを送信する必要があった。

## 水上艦艇

### しおかぜ
特車2課整備班に配備されている高速哨戒艇。一体どうやってこのような装備の購入を本庁に認めさせたのか不明といういわく付きの船。整備班により違法改造が施されており、日頃は隊員たちの食料とするべくハゼ釣りに出動している。水上警察、海上保安庁の管轄や漁業権までをも完璧に無視しているらしい。湾岸地域における隊員の海上の足としても頻繁に使用されている。この「しおかぜ」はテレビ版のシップネームであるが、劇場版2、「ミニパト」にもそれぞれ同様の高速艇が登場するほか、劇場版1でもセリフ中で存在が確認できる。デザインはその都度起こされているためそれぞれ外観は異なる。「ミニパト」版には「げんじつときょこう丸」なるシップネームがついていた（さらには、警視庁ならぬ「KC庁」のマーキングが施されていた。）。小説版「TOKYO WAR」ではAH-88による特車二課棟襲撃の際に攻撃を受け沈没している。

### 護衛艦 つるぎ
劇場版3に登場する架空の海上自衛隊の護衛艦。「レイバー搭載護衛艦（艦種記号：DDL）」という架空の艦種であり、水中用レイバー「りゅうじん」を艦載している。劇中では「りゅうじん」の母艦的な運用がなされているが、その他の装備も通常の汎用護衛艦と同等のものを持っている。
艦体は、むらさめ型護衛艦同様、ステルス性を意識した構造になっている。「りゅうじん」の発進方法は、「りゅうじん」を艦後部から後方にスライドさせて発進させるという物。また、ヘリコプターの運用能力も有しており、「りゅうじん」発進機構の上部にはヘリ格納庫と発着用のヘリ甲板が備えられている。
なお実際の艦番号「181」は現在、ヘリコプター搭載護衛艦であるDDH-181「ひゅうが」が使用している。

## 潜水艇

### りゅうじん
りゅうじんは、劇場版3に登場する架空の潜水艇。海上自衛隊に配備されている（型式番号：SV-1 Mk2）。
掃海活動、対潜水艦作戦などを行う。実質的には水中用レイバーで、コックピットは複座式で操縦者と指揮官の2人乗り。尾部にシュラウド付きのポンプジェット推進機2基を備えるほか、機体各部に姿勢制御用スラスターを持ち、水中を高速移動することが可能である。ただし、高速移動する場合は内蔵の探知装置が使用不可能となるため、母艦や司令センターからのサポートが必要となる。機体下部左右にそれぞれ大型と精密の2基のマニピュレーターを装備している。頭部に相当する部位には陸上自衛隊のラーダーとほぼ同型と思われるセンサーパーツが使用されているのが特徴。出撃時にはこの頭部のフェイスカバーを閉じた状態で護衛艦に搭載されて現場まで移動する。
劇中「武器使用許可を」というセリフがあることから、何らかの武装も装備されている模様である。
なお、型式番号は「Submerged mobile Vehicie type1 Mark2」の略である。